# История Эстонии
История Эстонии — события на территории современной Эстонии с момента начала расселения там людей и до сегодняшнего дня.
Первые человеческие поселения возникли на этой территории примерно за 9500—9600 лет до нашей эры в рамках так называемой кундской культуры. К X—XIII векам сложилась раннефеодальная структура общества, где во главе земель стояли старейшины и предводители военных дружин.
В XIII веке крестоносцы, подавив сопротивление эстов, включили эти земли в состав Ливонского ордена. С этого времени немцы в течение нескольких столетий занимали в Эстонии ключевые позиции во властных структурах, культуре, экономике и т. д. В XVI веке Эстония прошла эпоху Реформации, с этого времени основной религиозной конфессией на её территории стал протестантизм. В том же веке по итогам Ливонской войны северная Эстония вошла в состав Швеции, ещё через полвека также в Швецию была включена и южная Эстония.
После Северной войны между Швецией и Россией Эстония в 1721 году была включена в состав Российской империи. По данным переписи населения 1897 года в Эстонии проживало 958 000 человек, из них эстонцы составляли чуть более 90 %, русские — 4 % и немцы — 3,5 %.
После распада Российской империи 24 февраля 1918 года была провозглашена независимая и демократическая 
Эстонская Республика. Независимость была достигнута в ходе Освободительной войны. 2 февраля 1920 года Советская Россия и Эстония подписали мирный договор о взаимном признании. 22 сентября 1921 года Эстония стала членом Лиги наций.
В результате раздела сфер влияния между СССР и Германией в 1939 году Эстонии в сентябре 1939 года Советским Союзом был навязан «Пакт о взаимопомощи», а 6 августа 1940 года Эстония была включена в состав СССР. В период с 7 июля 1941 по 24 ноября 1944 года территория Эстонии была оккупирована нацистской Германией. После того как советские войска восстановили контроль над территорией Эстонии, она вновь была включена в состав СССР. США и ряд других стран это включение признали де-факто и не признали де-юре.
8 мая 1990 года независимость Эстонии была восстановлена. 17 сентября 1991 года Эстония была принята в ООН. В 2004 году Эстония стала членом Европейского Союза и НАТО.

## Доисторический и древний периоды

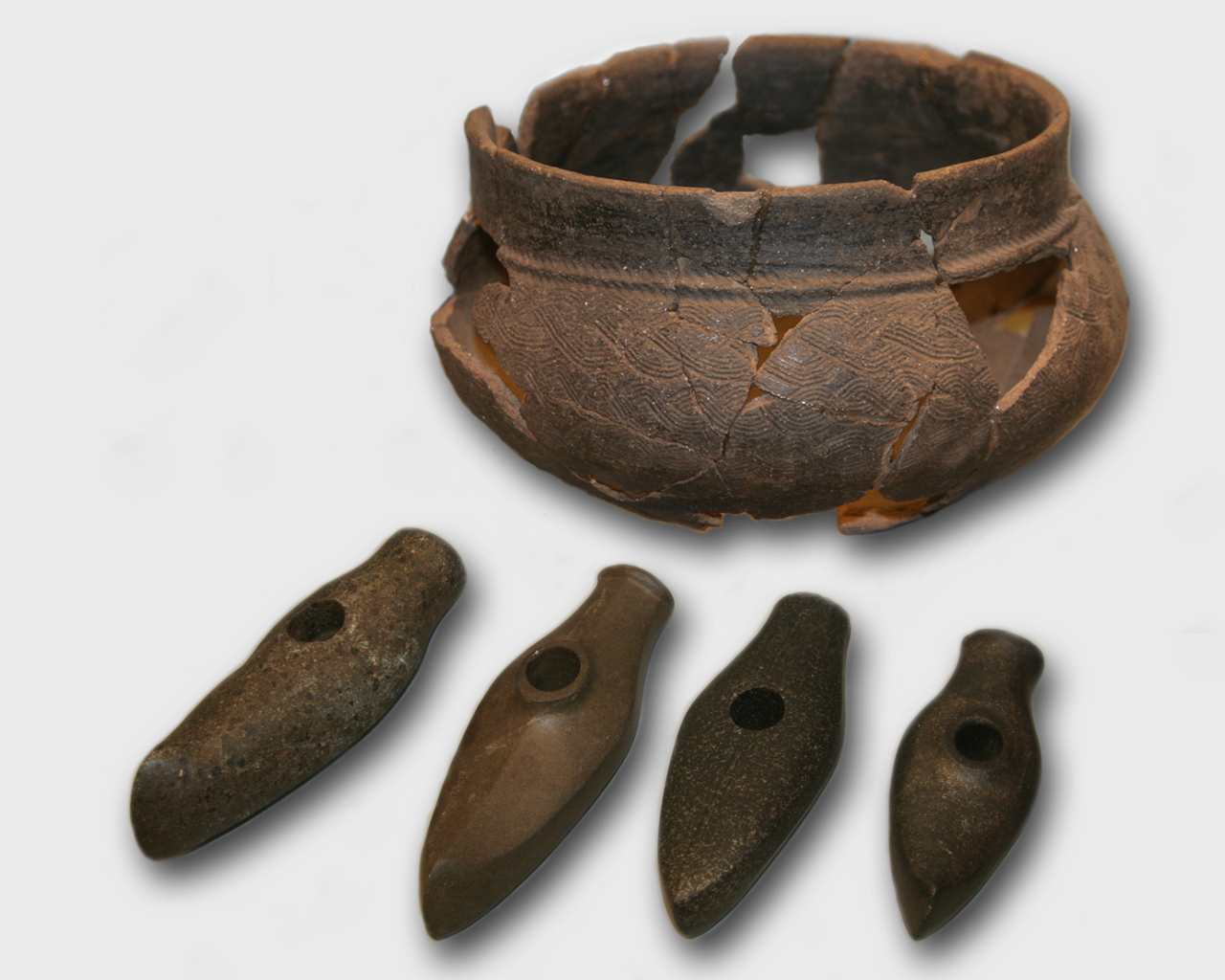
Ладьевидные топоры и керамика с территории Эстонии, 2000 тыс. лет до н. э.

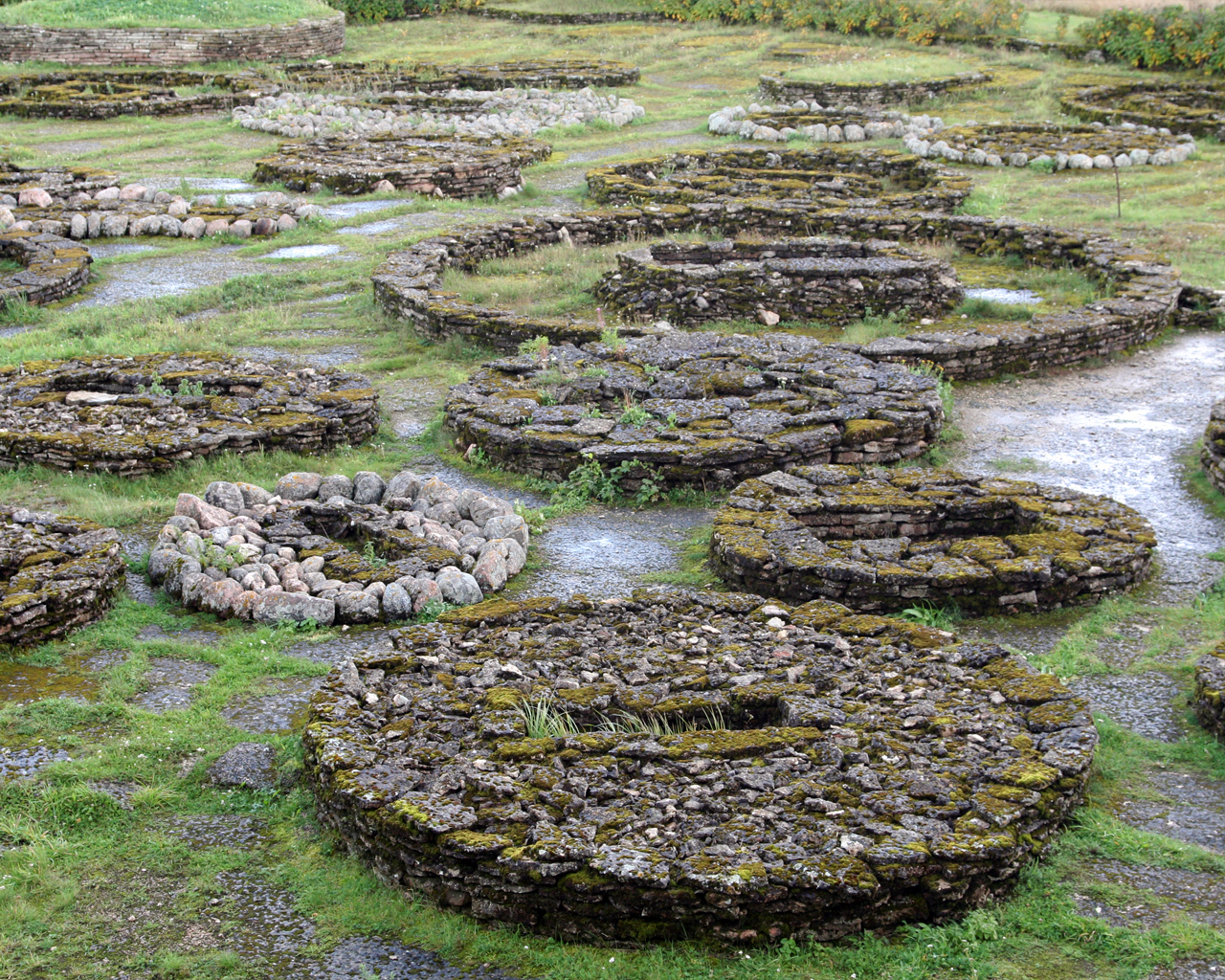
Каменные могильники бронзового века на севере Эстонии

Жизнь людей на территории современной Эстонии стала возможна после отступления ледника во время последнего ледникового периода. Согласно археологическим данным, древнейшим из известных поселений здесь являлась стоянка древних людей на берегу реки Пярну у деревни Пулли, вблизи города Синди, примерно в 9500—9600 годах до нашей эры. Эти и более поздние поселения охотников и рыбаков относятся к так называемой кундской культуре. Она существовала вплоть до эпохи мезолита (V тысячелетия до нашей эры). С V по III тысячелетие до н. э. территория Эстонии была заселена народами нарвской культуры и культуры ямочно-гребенчатой керамики. В эпоху неолита (IV—II тысячелетие до н. э.) их сменяет культура шнуровой керамики. Во второй половине неолита, начиная примерно с 2900 гг. до н. э., на территории Эстонии стали разводить скот — коров, коз, овец и свиней. Пример в период 1529—1454 гг. до н. э. на остров Сааремаа упал метеорит Каали. К I тысячелетию до н. э. скотоводство стало главной отраслью хозяйства.
В I тысячелетии до н. э. население территории нынешней Эстонии переходит к оседлому образу жизни и строит первые укреплённые поселения. Наиболее известные из них — Асва и Ридала на острове Сааремаа и Иру под Таллином. С середины I тысячелетия до н. э. развиваются сухопутные и морские контакты с соседями. Этот период известен в археологии как культура каменных могильников, традиция которых пришла из Скандинавии. В первые века нашей эры основой хозяйства становится земледелие, во 2-й половине I тысячелетия широкое распространение получило пашенное земледелие с использованием скота в качестве тягловой силы.
Название Эстония может происходить от слова «Aestii», которое впервые упоминается римским историком Тацитом в 98 году н. э. в трактате «О происхождении германцев и местоположении Германии». Так, по его словам, германцы называли представителей балтийских народов, живших на северо-восток от реки Висла. Политолог Рейн Таагепера отмечает тот факт, что эстонцы являются коренным народом, в течение нескольких тысячелетий проживавшим на этой земле. Эстонский язык по происхождению относится к финно-угорской группе, племена — носители этих языков — появились на территории нынешней Эстонии в результате миграции с востока и севера примерно в 3300-3200 годах до н. э.

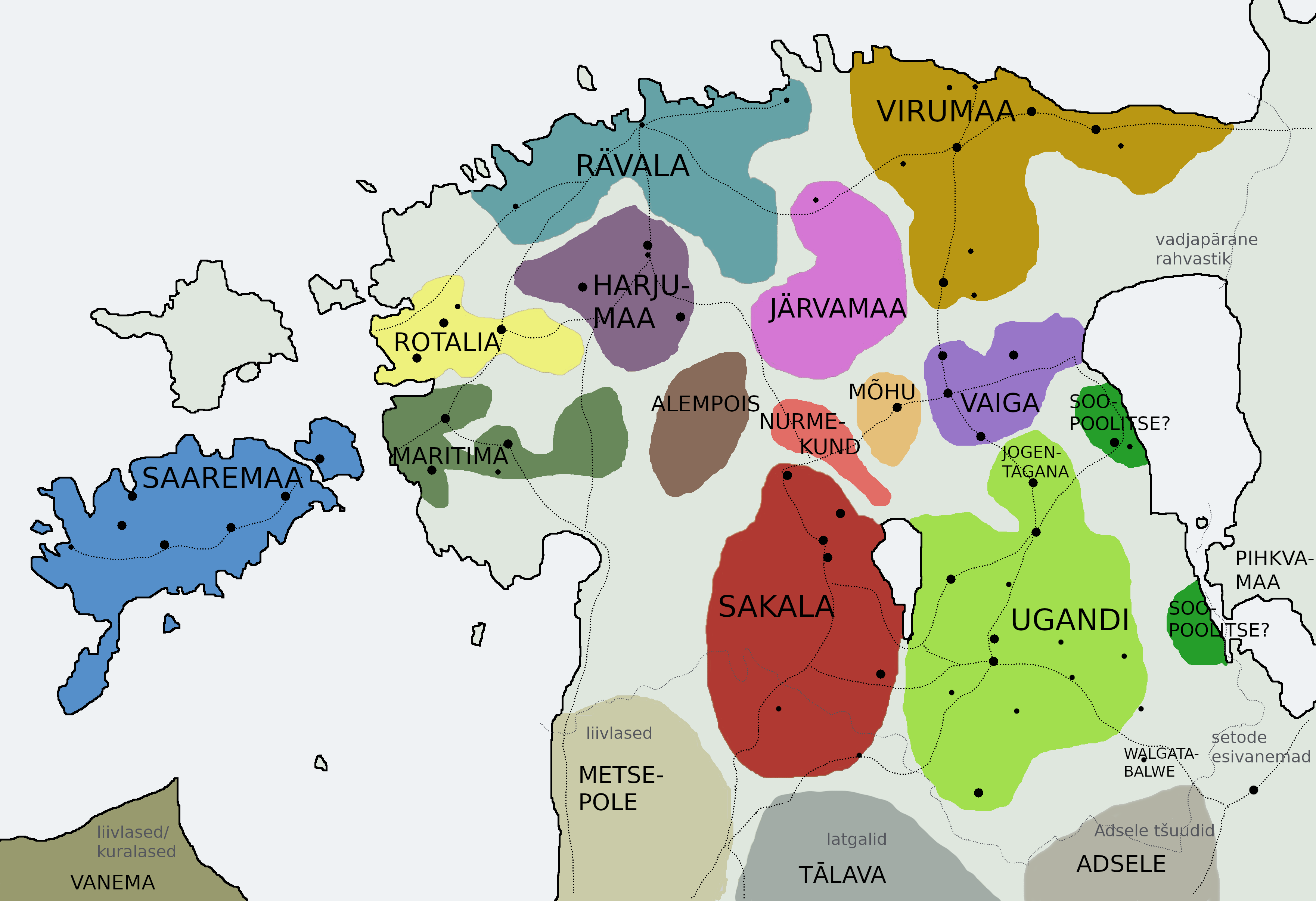
Карта уездов Эстонии и окрестностей конца античности

XI век стал переломным моментом в характере заселения Эстонии: множество старых городищ-поселений было заброшено, но построены новые и более мощные. Возросла численность населения и площади земледелия. К концу железного века сформировалась система административного деления. Основной административно-территориальной единицей в древней Эстонии был кихельконд, которых насчитывалось, в общей сложности, около 45. Они состояли из ваковых округов, в которые входили от нескольких десятков до сотни хуторов (семейных ферм). Кихельконды объединялись в мааконды. К началу XIII века их было восемь: Вирумаа, Ляанемаа, Рявала, Сааремаа, Сакала, Уганди, Харьюмаа, Ярвамаа. Основной социально-экономической единицей была семейная ферма. К X—XIII векам сложилась раннефеодальная структура общества, где во главе земель стояли старейшины и предводители военных дружин. Культура этого периода отразилась впоследствии в эпосе Калевипоэг.
Около 1030 года состоялся поход князя Ярослава Мудрого в эстонские земли. Результатом похода было основание города Юрьев (Тарту). В 1061 году местные племена отбили город. В дальнейшем эсты, с одной стороны, и псковитяне с новгородцами, с другой, совершали до начала XIII века взаимные набеги Аналогичные конфликты происходили у эстов со скандинавскими викингами с IX века.

## Средневековье
Средневековьем в Эстонии считается период с начала XIII и до второй половины XVI века, то есть с начала распространения христианства и до Ливонской войны.
Христианство пришло в Эстонию значительно позднее, чем в другие страны Европы. Вначале на этой территории появились миссионеры, затем началась военная экспансия, которую поддерживали разрозненные силы: папская курия, Гамбургско-Бременские архиепископы, Тевтонский орден, Датское и Шведское королевства. Первые попытки папских миссионеров приобщить эстов к христианству начались уже в 1170-е годы, но успеха не имели.

### Завоевание Эстонии крестоносцами

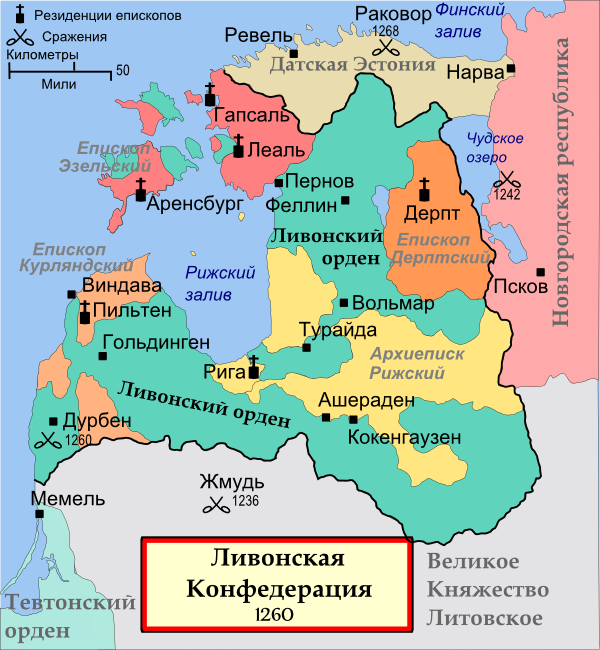
Датская Эстляндия и Ливонская конфедерация

В XII веке начался Ливонский крестовый поход. До эстонской земли крестоносцы добрались к 1206—1208 годам. В 1217 году эсты потерпели поражение в сражении при Вильянди, в котором погиб старейшина Лембиту.
В 1219 году датский король Вальдемар II завоевал Северную Эстонию, победив эстов в битве при Линданисе. Немецкий Орден меченосцев завоевал Южную Эстонию к 1224 году и остров Эзель (Сааремаа) в 1227 году.
В итоге эти земли попали под власть Ливонского ордена. Формирование новой административной системы на завоёванных землях продолжалось до конца XIII века. Основными причинами поражения стали численное и военно-техническое превосходство противника, а также отсутствие централизованной политической власти у эстов.
На завоёванных орденом землях были созданы Эзель-Викское (Сааре-Ляэнеское) и Дерптское (Тартуское) епископства. Северная часть Эстонии входила в состав датского королевства. В 1240 году датский король пожаловал земли для создания Таллинского епископства. После преобразования Рижского епископства в архиепископство в 1251 году Дерптское и Эзель-Викское епископства перешли в подчинение к Рижскому архиепископу. Таллинский епископ подчинялся архиепископу Лунда и светской властью на своей территории не обладал.
18 февраля 1268 года состоялась Раковорская битва между армиями северорусских республик и княжеств против объединённых сил рыцарей Ливонского ордена и Датской Эстляндии.
Конфликты новых властей с местным населением привели к восстаниям, самым известным из которых стало восстание Юрьевой ночи в Датской Эстляндии в 1343 году. Датчане не смогли самостоятельно справиться с ним и призвали на помощь Тевтонский орден. В дальнейшем из-за растущих внутренних проблем 29 августа 1346 года датский король Вальдемар IV Аттердаг продал датскую часть Эстляндии великому магистру Тевтонского ордена Генриху Дуземеру за 19 тысяч серебряных кёльнских марок, а последний передал Эстляндию ландмейстеру Тевтонского ордена в Ливонии Госвину фон Херике.

### Немецкое правление
В регионе была сформирована феодальная система. Феодалами были немецкие рыцари, епископы и немногочисленные эстонские старейшины, которые были быстро германизированы. Права крестьян систематически ограничивались вплоть до введения крепостного права к XVI веку. В 1550 году натуральные налоги достигли 25 %, а первый случай продажи крестьянина отдельно от земли датируется 1495 годом.
Вся административная и судебная власть находилась в руках немецких магистратов. В городах образовались купеческие гильдии и цехи ремесленников. Реваль, Дерпт, Пернау и Феллин входили в Ганзейский союз. Сами же эстонцы, которые составляли около 80 % населения, оставались крестьянами и не имели личной свободы до упразднения крепостного права в 1816—1819 годах. В XIV веке существовали существенные разногласия между крупными феодалами Ливонии, которые приводили к вооружённым столкновениям. В XV веке произошла консолидация сословий и урегулирование отношений между ними.
Архитектурный облик городов, особенно Таллина (также назывался в разное время Колывань, Линданисе и Ревель) с его средневековой готикой, формировался под сильным влиянием западной и североевропейской («ганзейской») архитектуры. Население Эстонии в 1550 году составило около 250 тысяч человек, из которых как минимум 6 % жили в городах, в том числе 8000 в Таллине и 6000 в Тарту Города Эстонии играли существенную роль в торговле между русскими городами и Западом. Первая в Эстонии библиотека была основана в Таллине в 1552 году.
Существуют разногласия по поводу отношения католической церкви к эстонскому населению. Энциклопедия Кругосвет пишет, что «католическая вера имела слабое распространение среди эстонцев, так как церковь не проявляла интереса к их языку и культуре». Энциклопедия Эстоника, напротив, утверждает, что «католическая церковь, во всяком случае, в городах, проявляла большое внимание к так называемым „ненемцам“ (эстонцам)». Во всех таллинских церквях и монастырях, кроме немецкого, читались проповеди и на эстонском. Среди крестьян были распространены языческие обычаи, переплетённые с католическими обрядами. К XVI веку жители Эстонии стали пользоваться христианскими именами, пришедшими на смену древним эстонским.
Движение Реформации, начало которой было положено Мартином Лютером в Германии (1517), получило широкое распространение на территории современной Эстонии. Основой Реформации в Эстонии послужили экономические противоречия городов как торговых центров, с одной стороны и Ордена и рыцарства, с другой. Лютеранские проповедники начали свою регулярную деятельность в Таллине и Тарту весной 1524 года. Осенью того же года разразились беспорядки, в которых горожане (в основном простой люд и молодые купцы) в иконоборчестве разоряли не только приходские церкви и монастыри, но и жилища духовенства. На селе внедрение лютеранства происходили гораздо медленнее и даже в XVIII веке сельские лютеранские священники жаловались на приверженность своих прихожан католическим обрядам. Одним из требований Реформации было проведение богослужения на языках местных народов, что стало причиной издания в Германии первых книг на эстонском языке (1525 или 1535).

## Эстония в Новое время

### Ливонская война

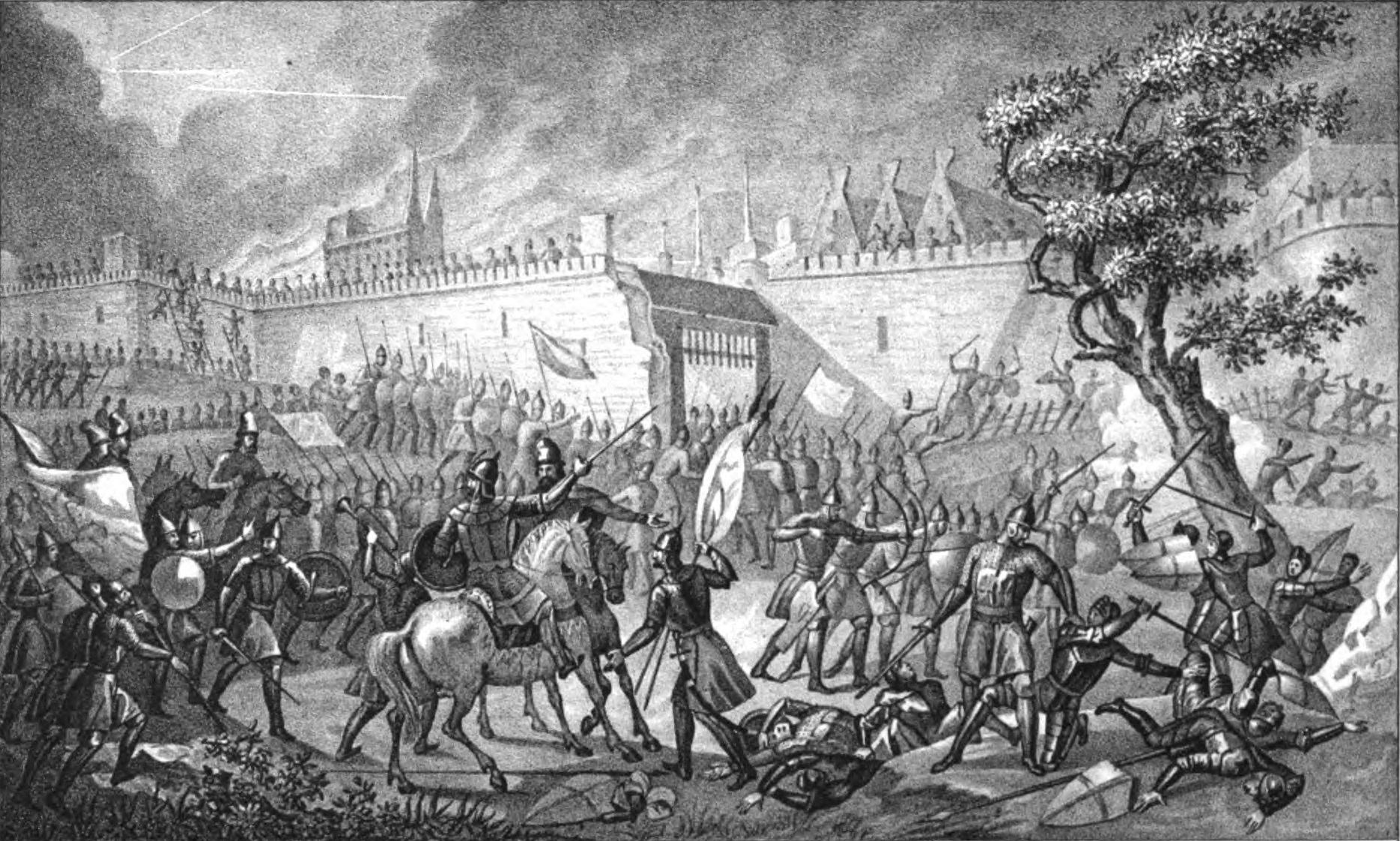
Взятие Нарвы Иваном Грозным

В XVI веке Ливонская конфедерация, Русское царство, Великое княжество Литовское (ВКЛ), Шведское и Датское королевства вступили в крупный и продолжительный конфликт за территории, в числе которых была и территория современной Эстонии. Этот конфликт, длившийся с 1558 по 1583 годы, получил название Ливонская война. Итогом конфликта был распад Ливонской конфедерации, Эстония была разделена между Швецией, Речью Посполитой и Данией, через полвека Южная Эстония также была передана Швеции по Альтмаркскому соглашению.
К началу Ливонской войны (1558—1583) население на территории современной Эстонии составляло от 250 до 300 тысяч человек. На начальном этапе войны Ливонская конфедерация оказалась не в состоянии противостоять русским войскам, была быстро разгромлена и уже в 1561 году прекратила существование, передав свои земли ВКЛ. Кроме того, в 1559 году Дания купила остров Эзель и часть территории современной западной Эстонии. Датский король отдал эти земли во владение герцога Магнуса Гольштейна. Однако нашлись и другие претенденты на «ливонское наследство». Ревель в 1561 году добровольно принял протекцию Швеции, и, одновременно, шведское подданство приняло рыцарство Харьюмаа, Ярвамаа и Вирумаа. В 1561 году территория Дерптского епископства была захвачена войсками Русского царства.
В 1561 году шведская армия высадилась в Ревеле и взяла под контроль северную часть средневековой Ливонии. Не признавая шведских захватов, Дания и Польша (к которым присоединился и Вольный город Любек) в 1563 году начали против шведов т. н. Скандинавскую семилетнюю войну, которая продолжалась до 1570 года. В итоге коалиции не удалось отнять шведские владения в Эстляндии.
В 1570 году на землях Ливонской конфедерации царь Иван IV Грозный создал Ливонское королевство, во главе с датским принцем, герцогом Магнусом, вассалом Русского царства. В ходе Ливонской войны русские войска дважды осаждали Ревель (в 1570 и 1577 году), но взять не смогли. Россия уступила все захваченные в Ливонии территории Речи Посполитой (договор подписан в 1582 году) и Швеции (договоры 1583 и 1595 годов).
К моменту окончания Ливонской войны население на территории современной Эстонии сократилось до 120—140 тыс. человек.

### Раздел территории

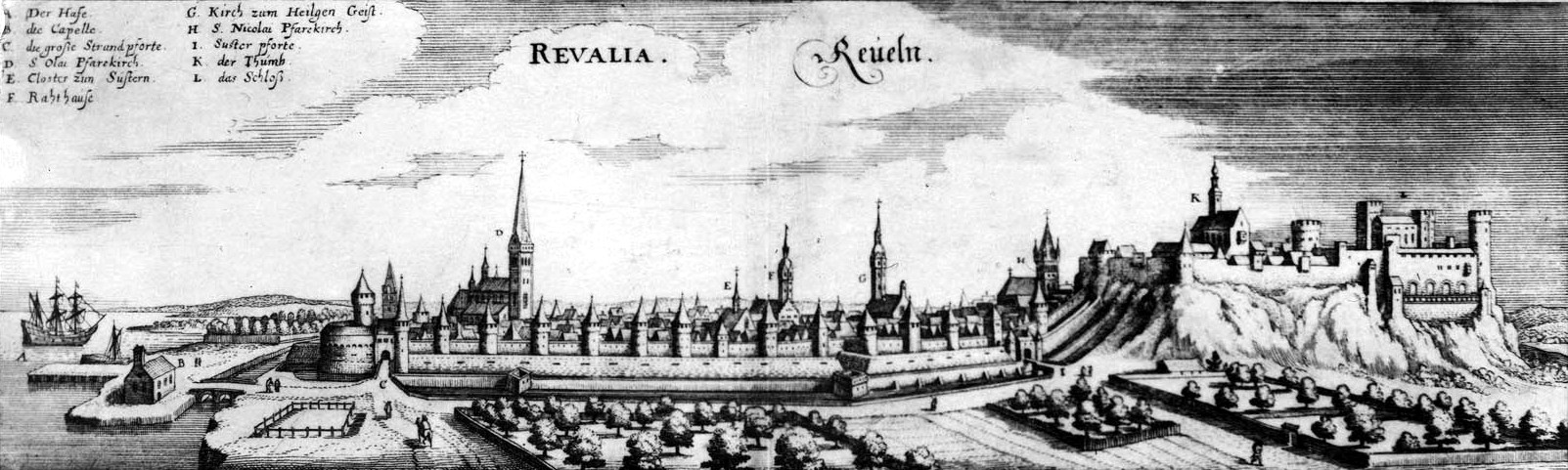
Ревель в 1630-е годы. Гравюра Адама Олеария

С момента раздела Ливонии между ВКЛ и Швецией и до начала XX века Эстляндией (эст. Eestimaa) называли лишь северную часть современной территории страны, южная же называлась Лифляндией.
В начале XVII века борьба за Прибалтику между Швецией и Речью Посполитой продолжилась. По условиям завершившего её Альтмаркского перемирия 1629 года к Швеции отошла целиком вся Лифляндия (включавшая современную южную Эстонию и северную Латвию). После поражения в войне 1643—1645 годов Дания по Брёмсебрускому миру уступила контроль над Эзелем, и Швеция овладела всей современной территорией Эстонии.

### В составе Швеции
Шведское господство оспаривалось Речью Посполитой в войне 1654—1660 годов и Русским царством в войне 1656—1658 годов, но Швеция сохранила свои позиции в Эстляндии до конца века. Население Эстляндии восстановилось до 400 000 человек. Немцы, потерявшие политическую власть, оставались правящим социально-экономическим классом. На территории Эстонии были созданы Эстляндское и Лифляндское губернаторства.
Сферой, где шведское правление оказало максимальное влияние на Эстонию, было образование. С конца XVII века получило распространение школьное обучение на эстонском языке. В 1632 году на 4 года раньше Гарварда был основан Дерптский (Тартуский) университет. В 1684 году при поддержке шведской королевской власти близ Дерпта была открыта учительская семинария, где преподавал Бенгт Готтфрид Форселиус, расширилось издание книг на эстонском.
В годы Великого Голода (1695—1697), из-за неурожайных лет, население сократилось приблизительно на 70 000 человек. Крупнейшими из городов были Таллин, Дерпт, Нарва, Аренсбург, Пернау, Феллин.
До XVII века основой экономики Эстонии служила торговля. В силу выгодного территориального расположения через Таллин и Нарву проходили товары из Европы в Россию и обратно. Река Нарва обеспечивала связь с Россией: Псковом, Новгородом, Москвой. Основное число аристократов-землевладельцев в Эстонии составляли немцы и шведы. В 1671 году был принят закон, разрешающий возвращение бежавших крестьян, а также их запись в крепостных книгах. В средние века Эстония являлась крупным поставщиком зерна в северные страны. Только в XVII веке началась индустриализация добывающих отраслей и деревообработки. Обсуждение предполагаемой отмены крепостного права вызвало беспокойство крупных немецких землевладельцев.
В начале XVIII века интересы Российской империи в Балтийском регионе столкнулись с интересами Швеции. Северная война (1700—1721) завершилась капитуляцией Швеции и присоединением в 1710 году Эстляндии и Шведской Ливонии к Российской империи, что было официально закреплено Ништадтским мирным договором 1721 года. Обычные для того времени грабежи и убийства были усилены царским приказом применения тактики «выжженной земли» и депортаций местного населения.

### В составе Российской империи

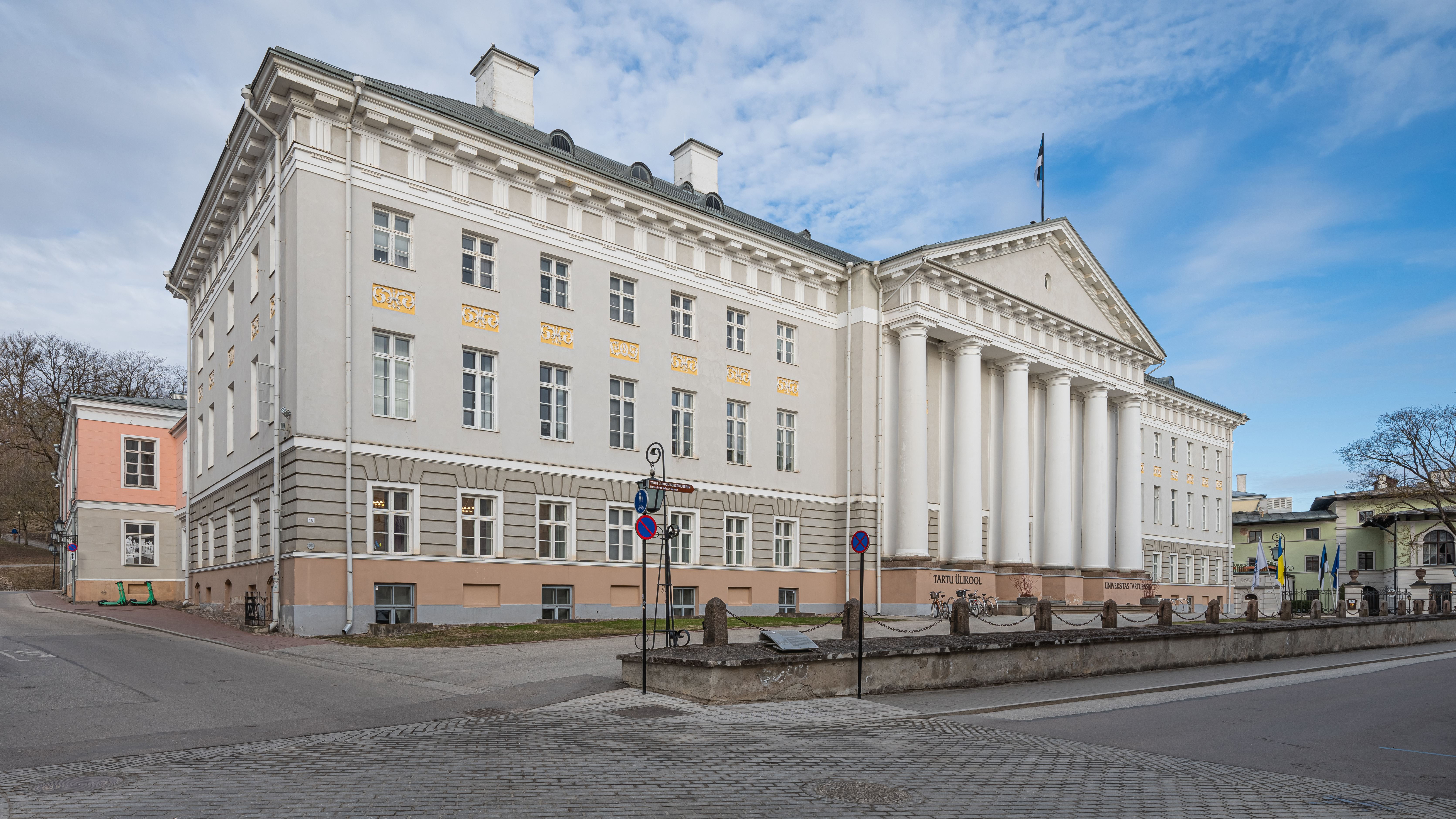
Главное здание Тартуского университета

На территории современной северной Эстонии была образована Ревельская губерния (с 1783 — Эстляндская губерния), а современная южная Эстония вместе с современной северной Латвией образовали Лифляндскую губернию. После присоединения эстляндских земель к Российской империи Пётр I восстановил права немецкой аристократии, частично утерянные ею при шведском правлении. Если в Швеции уровень образования немецкого дворянства был нормой, то в России он оказался сравнительно высоким и потому остзейские немцы стали кадровым резервом высших чиновников империи. Крестьяне же, напротив, были окончательно закрепощены. В этот период сложился так называемый «остзейский особый порядок», которым определялись отношения между двумя губерниями и Российской империей. За немецким дворянством была закреплена административная и судебная власть, местной евангелическо-лютеранской церкви была предоставлена полная свобода наряду с господствовавшей в империи Русской православной церковью.
За время Северной войны и эпидемии чумы 1710—1711 годов население Эстляндии уменьшилось до 150—170 тыс. человек, но вскоре начало стремительно расти и к 1765 году достигло 400 000 человек. В 1739 году на эстонском языке была впервые издана Библия. К концу XVIII века более половины эстонского населения губернии умело читать. К концу XIX века грамотность была почти поголовной. Важное влияние на духовное развитие эстонских крестьян оказали религиозные движения пиетизма и братства гернгутеров, а затем немецкое Просвещение. Деятели Просвещения критиковали крепостное право и ратовали за улучшение системы образования.

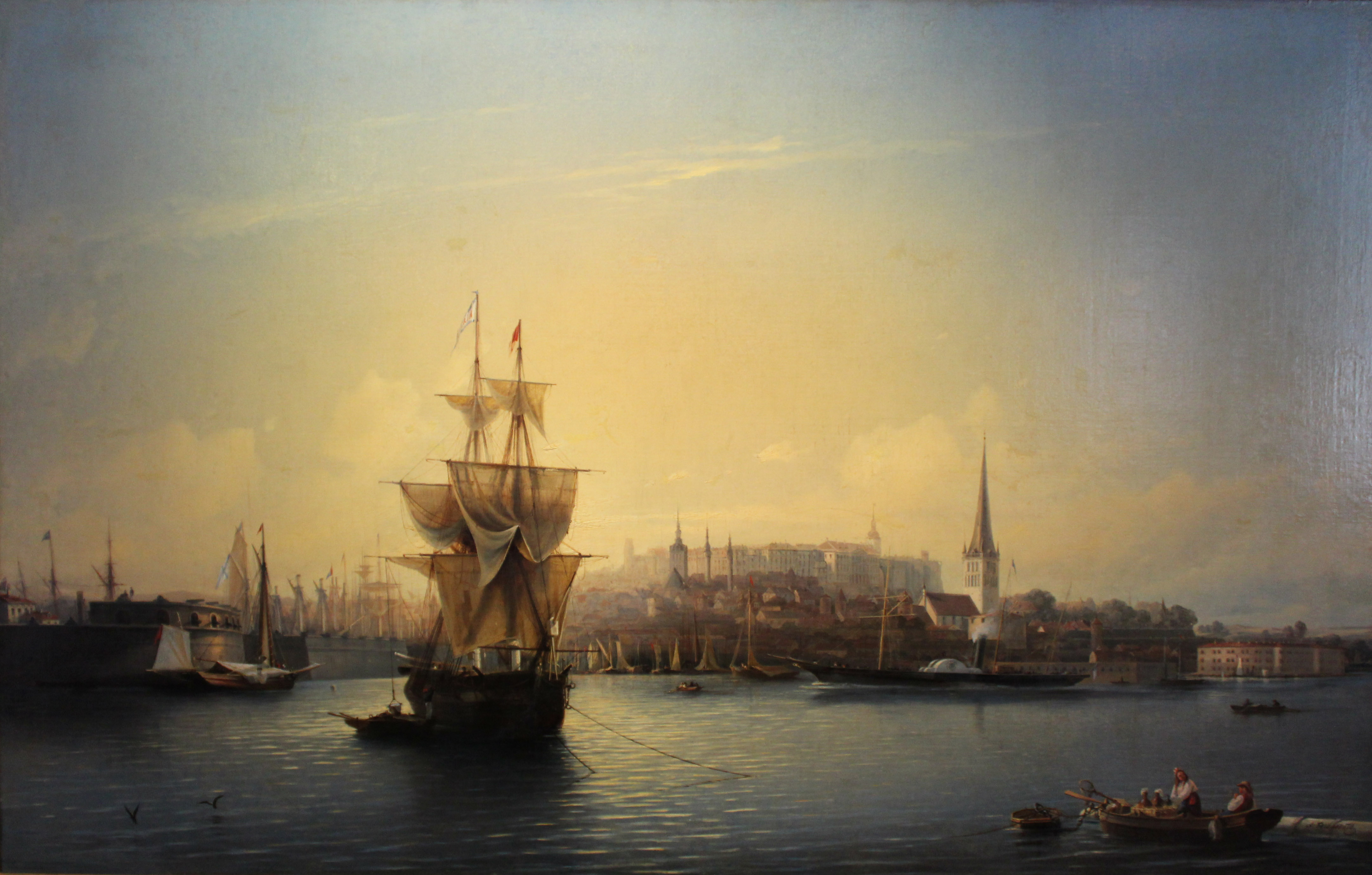
Боголюбов А. П. Порт Ревеля, 1853 год

К 1790 население Эстляндской губернии насчитывало около 500 тыс. человек. Выросло и городское население (1782): Ревель — 10 700, Дерпт — 3400, Нарва — 3000, Пернов (Пярну) — 2000. В первой половине XIX века немцы составляли 40—50 % горожан, и только 20—40 % являлись эстонцами. Основным языком делопроизводства в городах и на губернском уровне был немецкий язык.
В 1802 году вновь открылся основанный в 1632 году Дерптский университет, двери которого были закрыты во время Северной войны. В том же году была проведена реформа, смягчающая крепостное право, обеспечивающая имущественные права крестьян на движимое имущество и создавшая суды для решения крестьянских вопросов. Упразднение крепостного права в Эстляндской губернии в 1816 и в Лифляндской губернии в 1819 при Александре I стало важным шагом на пути освобождения крестьян, однако прошло ещё несколько десятилетий, прежде чем они получили право приобретать землю в собственность.
В 1821 году начинает выходить «Крестьянский Еженедельник» (эст. "Marahwa Näddala-Leht") под редакцией Отто Мазинга. В 1838 году в Дерпте основывается «Общество учёных Эстонии», участниками которого были такие учёные как Фридрих Роберт Фельман и Фридрих Рейнхольд Крейцвальд. В 1843 году пастор Эдуард Ааренс стандартизовал орфографию и грамматику эстонского языка на основе финского вместо использованной ранее германо-латинской модели.

Эстонский язык в Российской империи по переписи 1897 года

Во второй половине XIX века началось Эстонское национальное пробуждение. После освобождения крестьян их экономическое положение ухудшилось. Следствием стали волнения, выразившиеся в движении за перемену исповедания с лютеранства на православие, которое приняли десятки тысяч крестьян. Это стало причиной проведения завершающей аграрной реформы. Закон 1849 года в Лифляндии и 1856 года в Эстляндии разделил земли поместий и разрешил продавать и сдавать землю в аренду крестьянам. В 1863 году крестьяне получили удостоверяющие личность документы и право на свободу передвижения. К концу XIX века более 80 % крестьян в населённых эстонцами северных уездах Лифляндской и свыше 50 % в Эстляндской губернии являлись владельцами или арендаторами земли, что положительно сказалось на экономике страны. По данным переписи населения 1897 года в Эстонии проживало 958 000 человек, из них эстонский язык родным указали чуть более 90 %, русский — 4,5 % и немецкий — 3,5 %.

С середины XIX века в Эстонии, как и в остальной империи, началось активное развитие капитализма. Основной отраслью промышленности стала текстильная, росло машиностроение, возникла цементная промышленность. Но в основном Эстония оставалась аграрной страной до середины XX века.

### Период национального пробуждения
Аграрные реформы и развитие системы образования при императоре Александре II способствовали зарождению эстонского национального движения. Ярким представителем такого движения стал Якоб Хурт (1839—1906) — основатель национальной идеологии, считавший, что миссия движения должна быть культурной, а не политической. Более радикальное направление возглавлялось Карлом Робертом Якобсоном (1841—1882), педагогом, писателем, журналистом, основателем первой политической эстонской газеты Sákala. Сформулированная им политическая программа требовала равных прав для немцев и эстонцев. Он отмечался российским правительством, как главный противник балтийских немцев в Эстляндской губернии. Йоханн Вольдемар Яннсен в 1857 году впервые использовал в качестве названия словосочетание эстонский народ (эст. eesti rahvas), вместо прежнего — народ земли (эст. maarahvas).
Общество эстонских писателей (1872—1893), основанное в Дерпте, и объединявшее эстонских интеллектуалов, организовало сбор фольклора и этнографических материалов и их публикацию на эстонском языке. С 1870 года был образован первый эстонский театр — «Ванемуйне». В 1869 году был организован первый Певческий праздник — фестиваль песни, собравший более тысячи певцов и музыкантов, и аудиторию свыше 12 тыс. человек. Этот фестиваль, проходящий каждые 4 года, и сегодня является одной из самых известных традиций Эстонии.

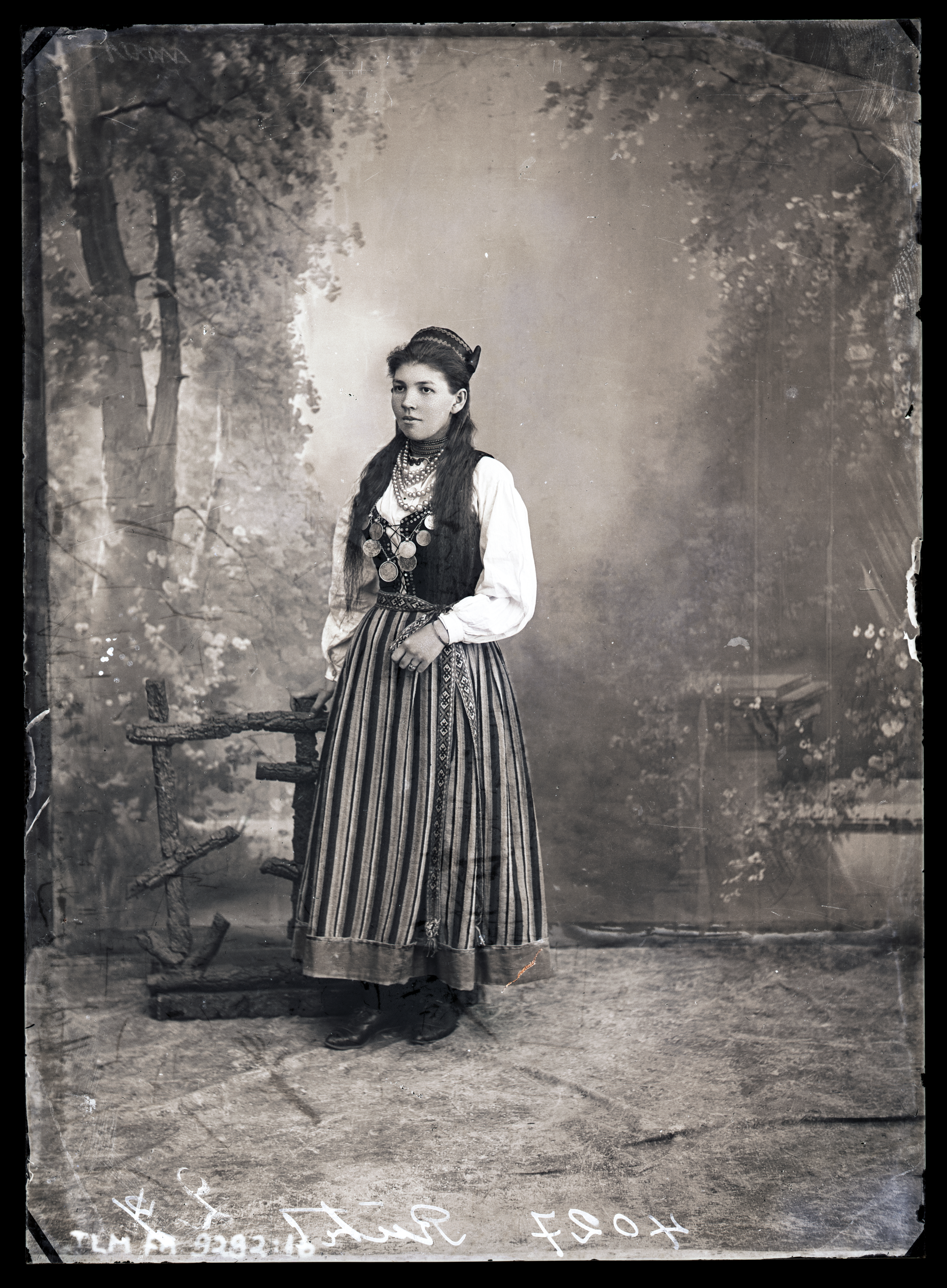
Эстонка в национальном костюме, конец XIX века

В конце XIX века царское правительство начало проводить политику русификации, направленную на снижение немецкого влияния. В этом вопросе случилось временное совпадение интересов эстонских крестьян и политиков, выражавших их интересы, с царскими властями. В 1880-х годах в балтийских губерниях были проведены реформы, после которых практически вся административная власть была сосредоточена в руках русских. В 1888 году была по общеимперскому образцу была реорганизована местная полиция, в 1889 году в Прибалтике была введена общероссийская судебная система. На рубеже 1880-х и 1890-х годов был принят ряд мер по вытеснению немецкого влияния из образовательной сферы, в частности Дерптский университет был русифицирован и в 1893 году переименован в Юрьевский. В отношении самих эстонцев результаты попыток русификации оказались незначительными, поскольку их самосознание к этому времени уже достаточно окрепло. Реформы так и не были завершены — большинство чиновников не было знакомо с местными условиями и не знало эстонского языка. Таким образом, влияние остзейских немцев осталось неизменным вплоть до 1917 года.
В 1897 году население Эстляндской губернии и северных уездов Лифляндской губернии (с преобладающим эстонским населением) составило 958 тыс. человек. Около 65 % населения были заняты в сельском хозяйстве, 14 % работали в индустриальном секторе и строительстве, около 14 % были заняты на транспорте и в сфере обслуживания. Процент эстонцев в Ревеле вырос с 51,8 в 1867 году до 88,7 в 1897 году. Балтийские немцы и русские оставались интеллектуальной, экономической и политической элитой общества, крестьяне и рабочие были преимущественно эстонцами.
В сражениях Первой мировой войны участвовало около ста тысяч эстонцев, в том числе около 3000 офицеров и 8—9 генералов. Шесть орденов, включая Георгиевский крест 4-й степени за личную храбрость, получил будущий герой Освободительной войны Юлиус Куперьянов.
Под влиянием революционного движения в Российской империи в 1905 году в Эстляндской губернии прокатилась волна массовых забастовок и крестьянских волнений. Эстонская национальная буржуазия выступила с требованием проведения либеральных реформ. Правительство империи ответило жёсткими репрессиями, 328 эстонцев были расстреляны или повешены, лидеры бежали за границу. Организованные выступления рабочих возобновились в 1912 и особенно с 1916.

## Революция 1917 года и создание Эстонской Республики

### Февральская революция 1917 года в Эстонии
В ходе Февральской революции 2 (15) марта 1917 года органы государственной власти Российской империи в Ревеле прекратили своё существование. Временное правительство России назначило комиссаром Эстляндской губернии ревельского городского голову Яана Поска. Временное правительство издало постановление «О временном устройстве административного управления и местного самоуправления Эстляндской губернии», в соответствии с которым в состав Эстляндской губернии были включены северные уезды Лифляндской губернии с эстонским населением и создавался совещательный орган при губернском комиссаре — Временный Земский Совет Эстляндской губернии. Задачей Земского совета было решение местных вопросов, введение налогов и норм, а также разработка законопроектов.
С апреля 1917 года в русской армии стали создаваться эстонские национальные войсковые части под командованием Йохана Лайдонера. Параллельно свою агитацию в городах и расквартированных в Эстонии частях русской армии вели большевики. Они стали создавать Советы рабочих и солдатских депутатов.
Во время Моонзундской операции 6 (19) сентября — 23 сентября (6 октября) 1917 года германский флот прорвался в Рижский залив и немецкий десант оккупировал острова Моонзундского архипелага.
В октябре—ноябре 1917 года в Эстонии шла борьба между большевиками, образовавшими Военно-революционный комитет Эстляндской губернии и Земским советом. Большевики объявили верховным органом власти Исполнительный комитет Советов рабочих и солдатских депутатов Эстляндской губернии и опубликовали проект конституции Эстляндской трудовой коммуны, в котором будущая Эстонская советская республика провозглашалась автономной частью Российской Федеративной Советской Республики.
21—22 января (3—4 февраля) 1918 года были проведены выборы в Эстонское Учредительное собрание, в результате которых первое место заняла РСДРП(б), получив 37,1 % голосов. Учредительное Собрание предполагалось открыть 15 февраля 1918 года, но советские власти 27 января (9 февраля) отменили это решение.

### Германская оккупация и провозглашение независимости
18—20 февраля 1918 года войска 8-й германской армии и Северного армейского корпуса начали наступление в сторону Ревеля.

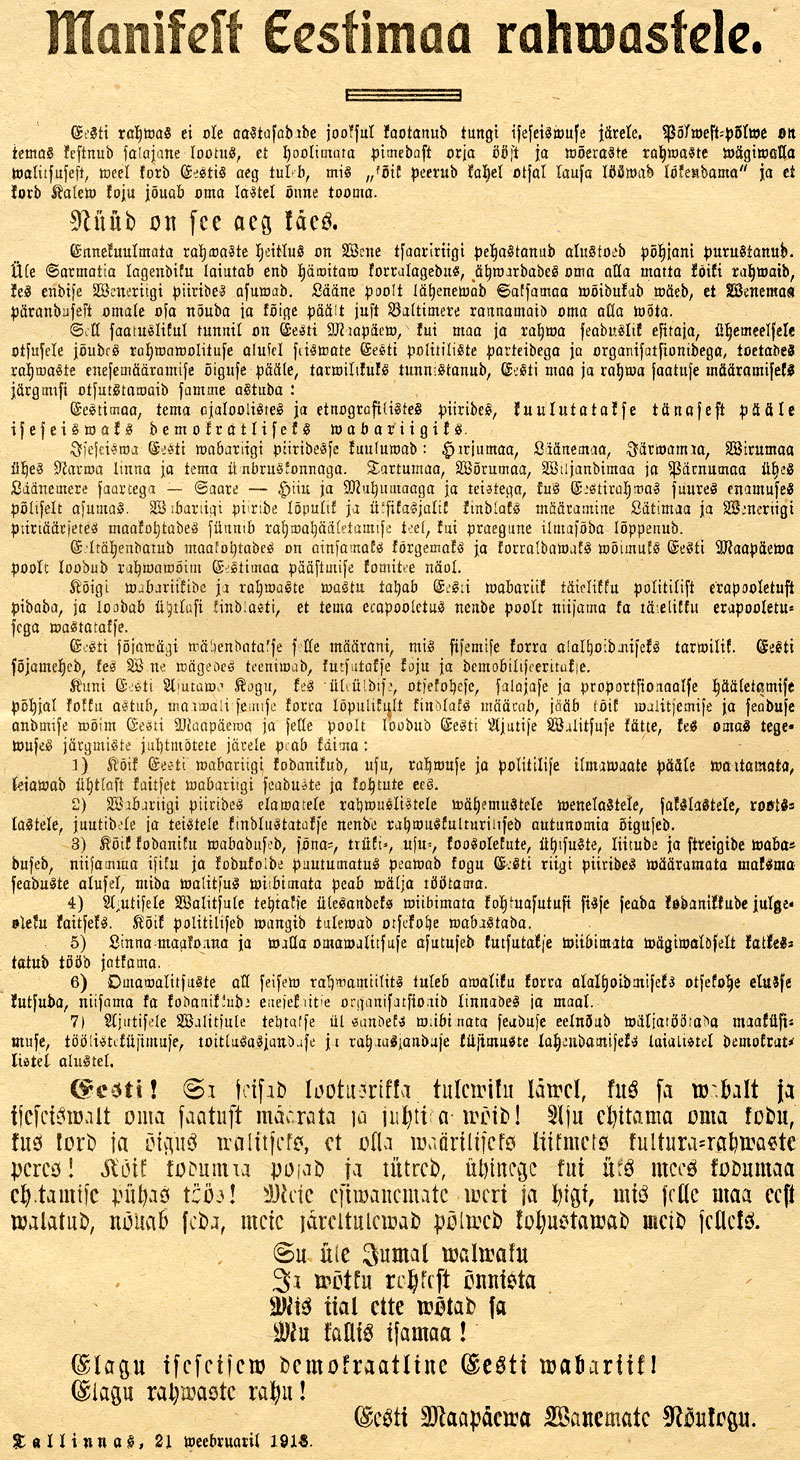
Манифест ко всем народам Эстонии

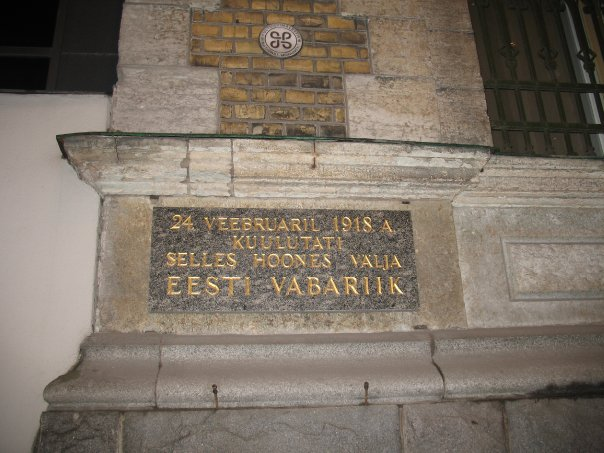
Мемориальная доска на здании в Таллине, где была провозглашена независимость Эстонской республики

19 февраля 1918 года Земский совет сформировал Комитет спасения Эстонии в составе Константина Пятса, Юри Вильмса и Константина Коника. Комитет 24 февраля опубликовал «Манифест ко всем народам Эстонии», объявлявший Эстонию независимой демократической республикой, нейтральной по отношению к российско-германскому конфликту. Комитетом было сформировано Временное правительство Эстонии.
К 4 марта все эстонские земли были полностью оккупированы немцами. По Брестскому миру РСФСР отказалась от своих прав на оккупированные Германией области Прибалтики. Германские оккупационные власти не признали независимости Эстонии и установили в крае военно-оккупационный режим, при котором на ключевые административные должности назначались офицеры германской армии либо остзейские немцы. В апреле 1918 года при поддержке оккупационных властей были созваны Эстляндский и Лифляндский ландесраты (состоявшие в основном из остзейских немцев), а затем (12 апреля) — объединённый Балтийский ландесрат. Ландесрат принял решение о создании на территории Эстляндской и Лифляндской губерний Балтийского герцогства. 22 сентября 1918 года император Вильгельм II подписал государственный акт о признании Балтийского герцогства независимым государством. Официальное провозглашение нового государства намечалось на 17 октября.
Осенью 1918 года в Германии началась революция, приведшая 9 ноября к свержению монархии. 11 ноября 1918 года между воюющими странами было подписано Компьенское перемирие, означавшее окончание Первой мировой войны. В соответствии с условиями перемирия Германия была обязана вывести войска со всех оккупированных территорий.

### Война за независимость

Флаг независимой Эстонии

12 ноября 1918 года совет старейшин Земского совета сформировал новый состав Временного правительства под председательством Константина Пятса, который 17 ноября был освобождён из немецкого концлагеря и 20 ноября прибыл в Ревель. 19 ноября в Риге представители Германии подписали с Временным правительством договор о передаче последнему всей власти в стране. В свою очередь, Ревельский Совет рабочих депутатов обратился за поддержкой к правительству Советской России. В Красной армии формировались отдельные эстонские части (т. н. красные эстонские полки).
29 ноября 1918 года части советской 7-й армии, в том числе и красные эстонские полки, заняли Нарву, где в тот же день была провозглашена Эстляндская трудовая коммуна. Правительство РСФСР декретом от 7 декабря 1918 года признало независимость Эстляндской трудовой коммуны. 5—7 декабря советские войска возобновили наступление. К январю 1919 Красная Армия заняла две трети территории страны и стояла в 35 километрах от Таллина.

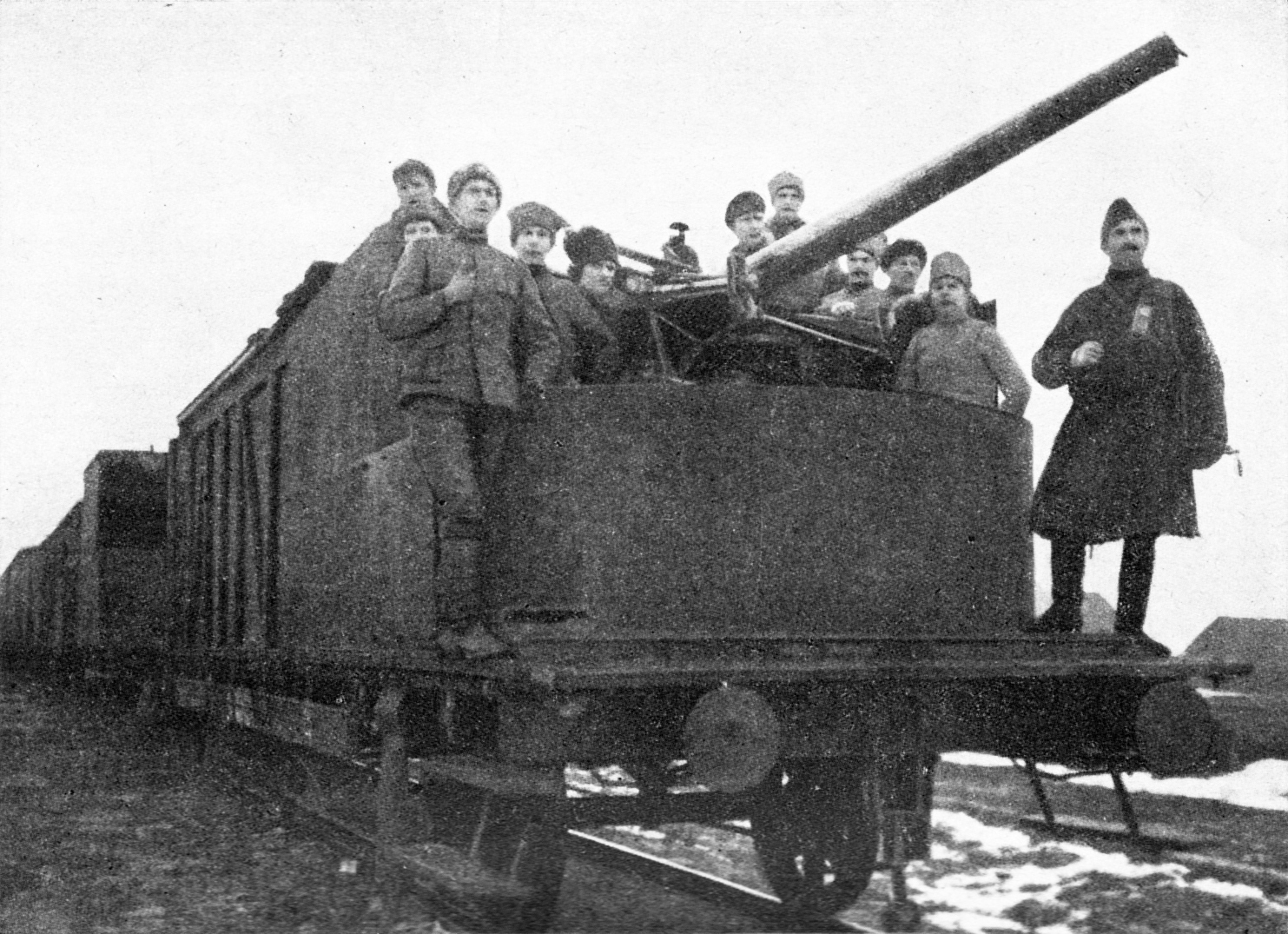
Эстонский бронепоезд в январе 1919 года

К этому времени Временному правительству удалось создать условия для перелома в войне. На стороне Эстонии выступили британский флот в Финском заливе и иностранные добровольцы из Швеции и Финляндии. Эстонскому командованию был подчинён Особый Псковский Добровольческий корпус Белой армии. 23 декабря главнокомандующим эстонскими войсками был назначен полковник Йохан Лайдонер. В эстонскую армию вступило 2132 офицера бывшей царской армии эстонского происхождения. 7 января 1919 года эстонские войска перешли в наступление и вытеснили за пределы Эстонии Красную армию.
В мае 1919 года противостояние Эстонии с РСФСР перешло в новую фазу. Войска белых, находившихся на территории Эстонии и подчинявшихся эстонскому главнокомандованию, совместно с эстонскими войсками провели два наступления на Петроград. Эстонская армия приняла участие и в боях на псковском направлении в мае 1919 года, овладев 25 мая Псковом. Наступление на Петроград окончилось неудачей, Северо-Западная армия под командованием генерала Юденича была вынуждена в ноябре 1919 года отступить на территорию Эстонии, где была интернирована.
Важным событием 1919 года в истории борьбы за независимость стала победа 3-й дивизии эстонской армии под командованием генерал-майора Эрнеста Пыддера над отрядами Прибалтийского ландесвера под латвийским городом Цесис (эстонское название — Вынну). Это достижение являлось одной из ряда побед в походе эстонской армии на Ригу, происходившего 20 июня — 3 июля 1919 года, в конечном итоге которого из латвийской столицы были вытеснены вооружённые прогерманские формирования Андриевса Ниедры и восстановлено правительство Латвийской Республики во главе с Карлисом Улманисом. С 1934 года годовщина «Битвы под Вынну» 23 июня 1919 года отмечается как День Победы и является эстонским государственным праздником.
2 февраля 1920 года между Российской Советской Федеративной Социалистической Республикой и Эстонской Республикой был заключён мирный договор, которым обе стороны официально признали друг друга. Это был первый международный договор обоих государств. Согласно договору к Эстонии отошли Эстляндская и части Лифляндской,
Ленинградской и Псковской губерний.

## Эстонская Республика (1918—1940)

### Период с 1920 по 1934 год
15 июня 1920 года Учредительное собрание одобрило проект первой конституции Эстонской Республики. В государстве был введён формальный принцип разделения властей, однако в реальности правительство подчинялось парламенту. Парламент также назначал судей. Это в сочетании с сильными инструментами прямого народного волеизъявления в виде референдумов привело к дисбалансу властей и крайней нестабильности правительства. С 1920 по 1934 годы сменилось 23 правительства.
22 сентября 1921 года Эстония стала членом Лиги наций.
В декабре 1924 года эстонскими коммунистами при поддержке и содействии СССР была предпринята попытка вооружённого восстания, которая провалилась из-за равнодушия рабочих и поддержки правительства армией. После этого компартия была запрещена, а коммунисты потеряли существенную часть своего политического влияния на эстонское общество.

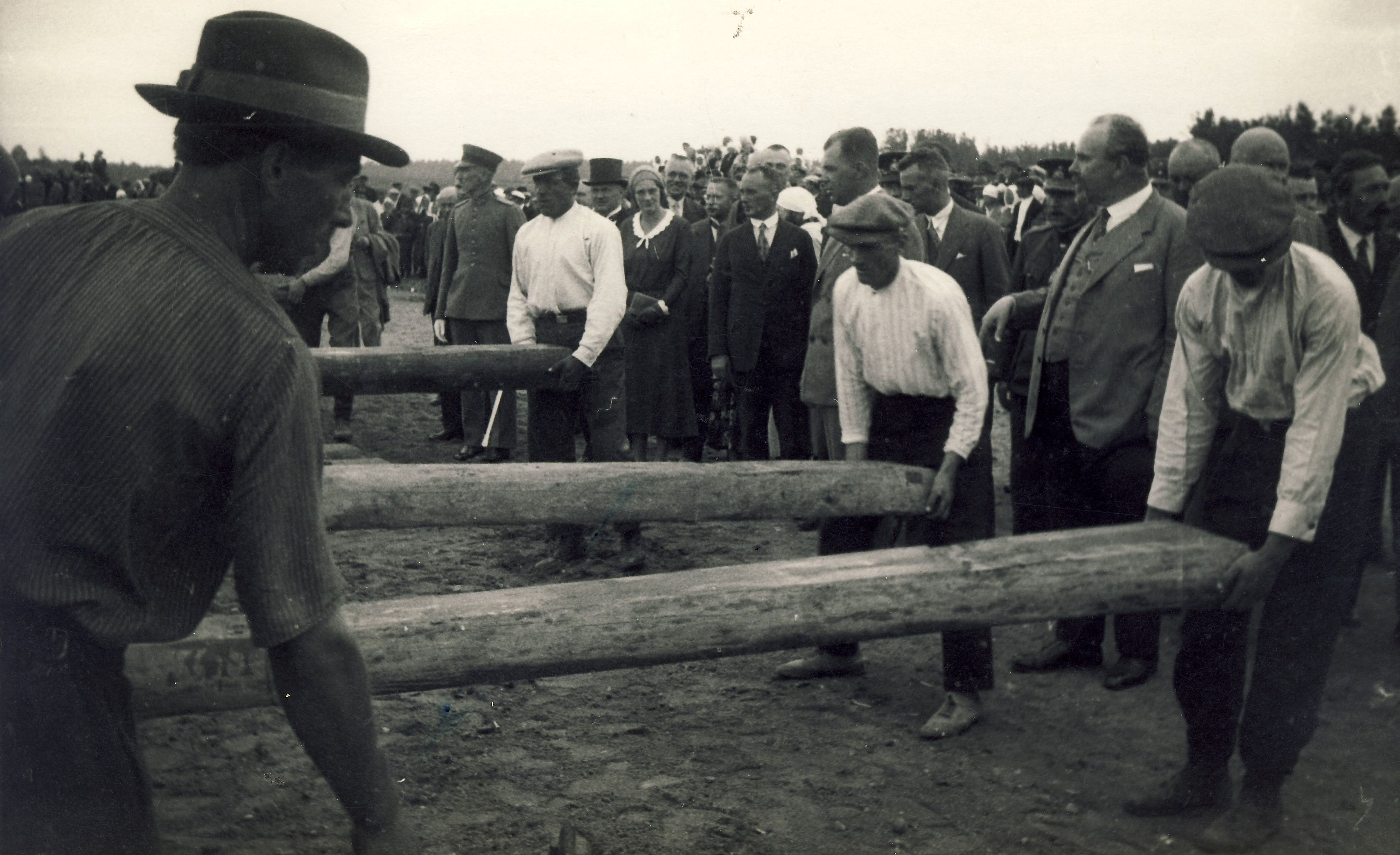
Строительство железной дороги в 1928 году

Росту экономики дала импульс земельная реформа — конфискованные крупные землевладения остзейских немцев были переданы малоземельным хуторянам и ветеранам Освободительной войны . После экономического спада 1923—1924 годов министр финансов Отто Штрандман инициировал новую экономическую политику, направленную на развитие экспорта. Однако во время мирового экономического кризиса (1929—33) цены на эстонские экспортные товары резко упали. В 1928 году была проведена денежная реформа и марка заменена на крону, курс которой был привязан к английскому фунту стерлингов. В 1929 году было подписано торговое соглашение, а 4 августа 1932 года — пакт о ненападении между Эстонской Республикой и Советским Союзом.
Во время мирового экономического кризиса в Эстонии на политическую сцену вышла праворадикальная Лига ветеранов Освободительной войны (эст. Vabadussõjalaste Liit), сокр. «вапсы» (эст. vapsid), возглавляемая генералом Андресом Ларкой и адвокатом Артуром Сирком. В 1933 году конституционный референдум поддержал предложенные «вапсами» изменения — ограничение законодательной власти парламента, уменьшение количества парламентариев со 100 до 50 и усиление власти президента, вплоть до возможности наложения президентом вето на решения парламента, введение прямых выборов президента.

### Государственный переворот 1934 года и режим Пятса
Вторая конституция вступила в силу в январе 1934 года. Парламентская форма правления была ликвидирована, власть перешла в руки главы государства Константина Пятса. Опасаясь неизбежной победы партии «вапсов» на предстоящих выборах и пользуясь предоставленными новой конституцией почти диктаторскими полномочиями, 12 марта 1934 года он, совместно с Йоханом Лайдонером, который снова возглавил эстонскую армию, совершил государственный переворот. В результате военного переворота было установлено авторитарное правление и объявлено о состоянии чрезвычайного положения. Пятс был объявлен Государственным Протектором Эстонии (Riigihoidja), Лига ветеранов была запрещена, около 400 членов этой организации было арестовано, выборы отменены, полномочия парламента 5-го созыва, одобрившего действия Пятса и Лайдонера, были продлены. Несмотря на это, в октябре 1934 года парламент был распущен.
Начавшийся период, называемый «эпохой безмолвия», характеризовался сворачиванием парламентской демократии, авторитарным правлением и усилением эстонского национализма. Страной фактически правил триумвират, состоявший из президента (Константин Пятс), главнокомандующего армией (Йохан Лайдонер) и министра внутренних дел (Каарел Ээнпалу). В марте 1935 года в Эстонии была введена однопартийная система.
Вместе с тем экономика страны, в особенности её промышленность, пережила период бурного роста. Большое значение для экономики страны имели текстильная, химическая и пищевая промышленность, металлообработка, деревообработка, производство бумаги, добыча торфа и фосфоритов. Было развито сельское хозяйство. В некоторых отраслях промышленности доминировал иностранный капитал. Главными торговыми партнёрами были Великобритания и Германия. Доля СССР во внешнеторговом обороте к концу 1930-х заметно сократилась. Эстония экспортировала мясные продукты, масло, рыбу, яйца, текстильные товары, бумагу, целлюлозу, фанеру, сланцевое масло и бензин, цемент и стекло; импортировались промышленная продукция и сырьё. Особенностью экономики Эстонии 1930-х годов стало развитие кооперативного движения. В связи с повышением уровня жизни режим Пятса получил поддержку большинства населения.
12 сентября 1934 года Эстония подписала пакт о сотрудничестве, согласии и взаимной помощи с Литвой и Латвией.

### Конституция 1937 года
В 1937 году созванное Пятсом Национальное Собрание (Rahvuskogu) одобрило третью конституцию Эстонской Республики, основанную на предложениях главы государства. Конституция вступила в силу 1 января 1938 года. Оппозиция бойкотировала этот акт.
В соответствии с новой конституцией главой государства становился президент, избираемый на 6 лет. Президент получал власть распускать правительство и накладывать вето на решения парламента. Более того, президент получил и законодательные полномочиями — в период между сессиями парламента и в случае «государственной необходимости» он мог самолично издавать законы в виде президентских декретов (Пятс широко использовал эту возможность ещё до принятия конституции). В новой конституции сохранялись все основные гражданские права, но оставалась возможность ограничить свободу слова для сохранения государственной безопасности и морали. Избирательный возраст был увеличен с 20 до 22 лет. Была введена двухпалатная парламентская система: Государственная дума (Riigivolikogu), члены которой избирались на 5 лет, и Государственный Совет (Riiginõukogu), состоящий из 40 членов, 10 из которых назначались президентом. Таким образом, Эстония становилась не парламентской, а президентской республикой. Одним из положений, существенно ограничивающим демократию, стало то, что референдум, который мог бы изменить конституцию, мог состояться только по решению президента. 24 апреля 1938 года парламент избрал Пятса на должность президента, и в тот же день состоялась его инаугурация на этот пост.

## Эстония в период Второй мировой войны

### Присоединение Эстонии к СССР

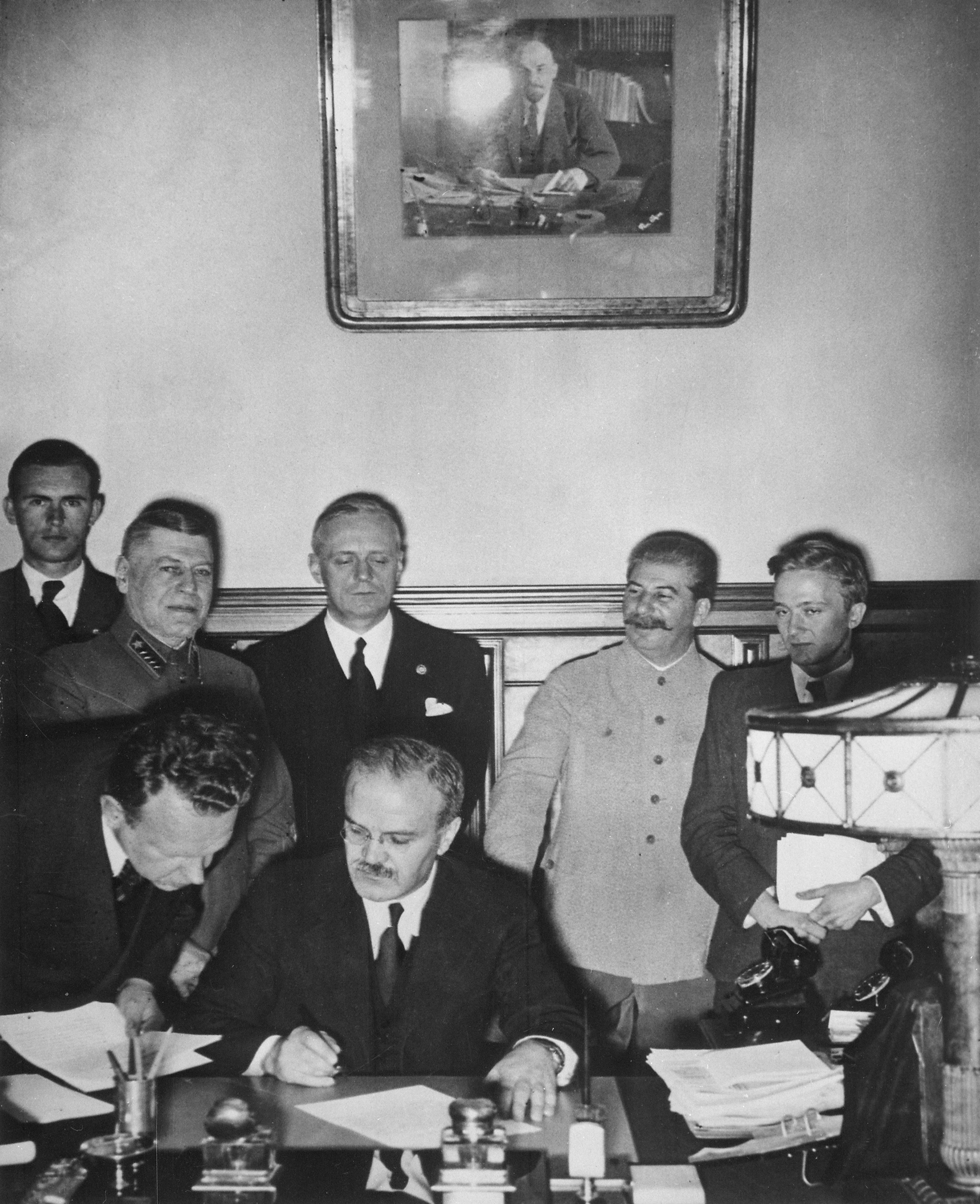
Молотов подписывает договор.
За ним Риббентроп, справа Сталин

23 августа 1939 года между Германией и Советским Союзом был заключён Договор о ненападении (пакт Молотова — Риббентропа). Согласно секретному дополнительному протоколу предусматривалось включение Эстонии, Латвии, Финляндии, Восточной Польши и Бессарабии в сферу интересов СССР.
После начала Второй мировой войны и вторжения армий Германии и СССР в Польшу, 24 сентября 1939 года министр иностранных дел СССР Молотов в ультимативной форме потребовал заключения пакта о взаимопомощи, который также «обеспечивал бы Советскому Союзу права иметь на территории Эстонии опорные пункты или базы для флота и авиации». Эстонское правительство вынуждено было 28 сентября заключить такой пакт, предусматривающий размещение на территории Эстонии советских военных баз и 25-тысячного воинского контингента.
16 июня 1940 года Молотов вручил эстонскому послу ноту, в которой требовал немедленного ввода в Эстонию дополнительного контингента советских войск численностью 90 000 человек и смещения правительства, угрожая в противном случае военным вторжением и оккупацией Эстонии. Правительство приняло ультиматум. 17 июня 1940 г. в Таллин вступили советские войска; одновременно на рейде встали корабли Балтийского флота и был высажен морской десант. Советские военные продиктовали президенту Эстонии Пятсу состав нового правительства во главе с Йоханнесом Варесом (Барбарусом). Фактически руководство страной осуществлялось посольством СССР. Начались аресты и депортации граждан Эстонской Республики.
По распоряжению советского представителя Жданова были проведены внеочередные выборы в парламент. По официальным данным в них приняло участие 591 030 граждан, или 84,1 % от общего числа избирателей. За кандидатов «Союза трудового народа» (кандидатов других партий не регистрировали) проголосовало 548 631 человек, или 92,8 % от числа голосовавших. Выборы прошли с нарушениями действующих законов, в том числе конституции, а результаты были фальсифицированы.
21 июля первая сессия парламента нового созыва приняла решение об установлении в стране Советской власти и образовании Эстонской Советской Социалистической Республики. 22 июля была принята декларация о вступлении Эстонии в состав СССР. 6 августа 1940 года VII сессия Верховного Совета СССР приняла постановление о принятии в состав СССР Эстонской ССР.
Большинство историков и политологов характеризуют этот процесс как оккупацию и аннексию. Согласно официальной российской трактовке ввод советских войск нельзя называть оккупацией, поскольку решение о вхождении прибалтийских стран в состав СССР в 1940 году было оформлено юридически корректно и ввод войск был осуществлён в соответствии с договором между Советским Союзом и Эстонией. США и ряд других стран эту аннексию признали де-факто и не признали де-юре.
Согласно отчёту Международной комиссии по расследованию преступлений против человечности под эгидой президента Эстонии, опубликованному в 2001 году, в течение года до начала войны между Советским Союзом и Германией (22 июня 1941 года) в Эстонии было арестовано около 7000 человек, из которых было казнено, по крайней мере, 1850, в основном по обвинению в антисоветской деятельности. 14 июня 1941 года, по данным современных исследователей, из Эстонии было выслано 10016—10250 человек, в память об этом создан мемориал в Маарьямяэ. 14 июня отмечается в Эстонии как «День траура».

### Немецкая оккупация Эстонии

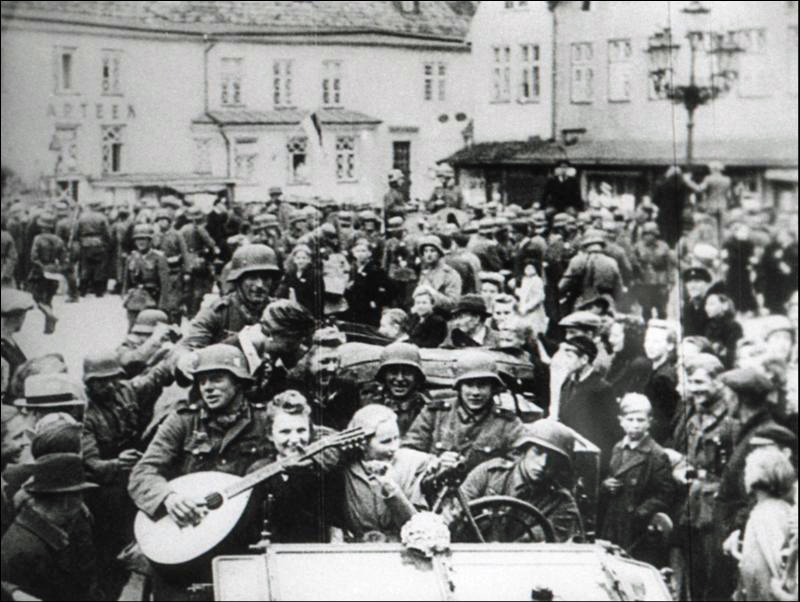
Встреча немецких войск в Таллине, 1941 год

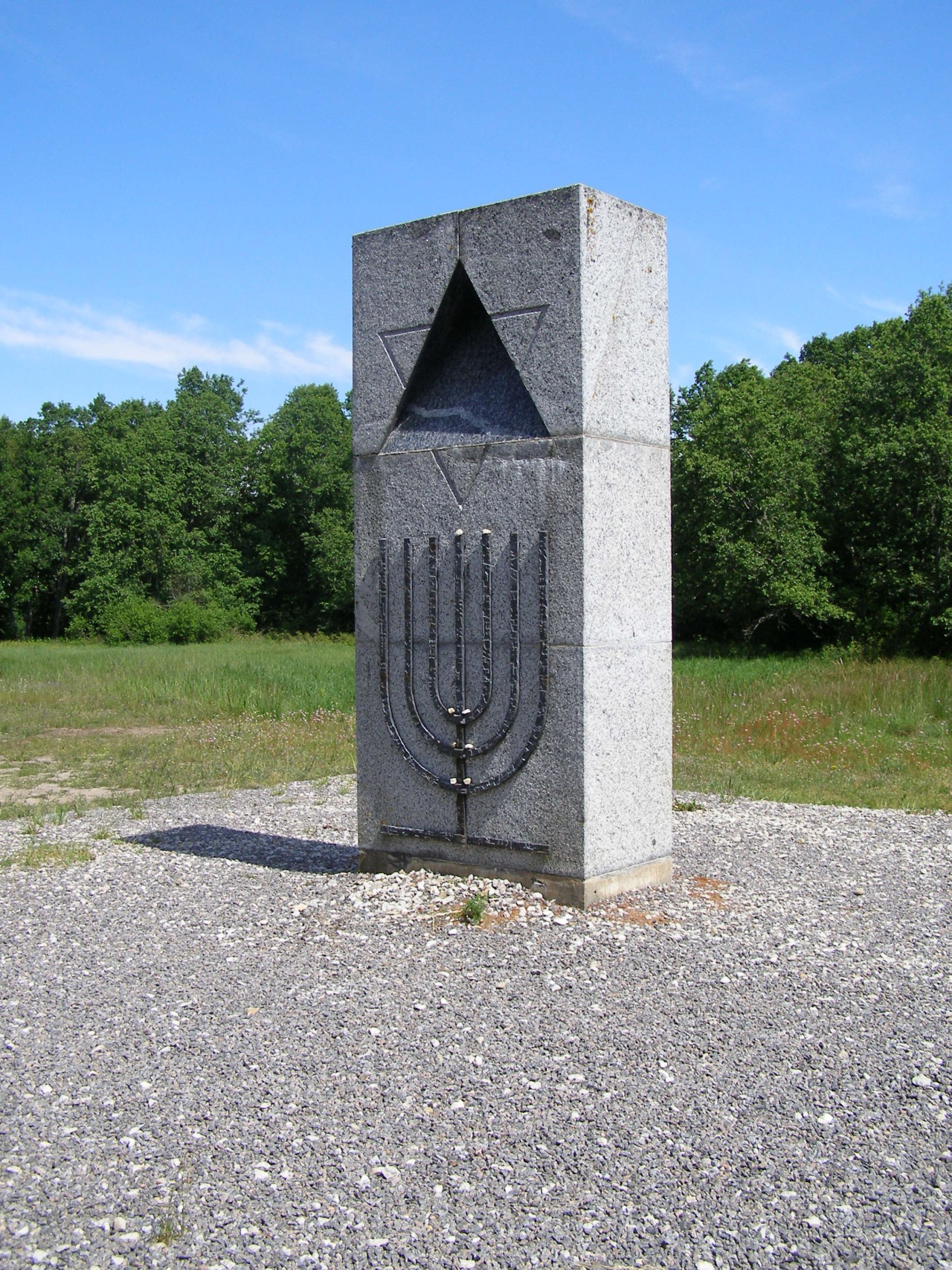
Памятник жертвам Холокоста в концлагере Клоога

После нападения Германии на СССР с 22 июня 1941 года на территории Прибалтики развернулись бои между Красной армией и вермахтом. 7 июля немецкие войска подошли к границе Эстонии, а 28 августа последние части Красной Армии покинули Таллин.
Значительная часть эстонцев восприняла приход немецкой армии как освобождение от советского ига и с энтузиазмом поддержала оккупационные власти, коллаборационистская организация «Омакайтсе» оказывала активное содействие айнзатцкоманде 1А в истреблении евреев.
На территории Эстонии была создана оккупационная администрация в виде генерального округа (генерального комиссариата) Эстланд (нем. Generalbezirk Estland) во главе с Карлом-Зигмундом Литцманом. Оккупационными властями было сформировано самоуправление во главе с эстонским политиком, бывшим главой Эстонского освободительного комитета (в Финляндии) Хяльмаром Мяэ. Вместе с Литвой, Латвией и Белоруссией Эстония составляла рейхскомиссариат Остланд.
28 августа 1942 года было объявлено о создании Эстонского легиона войск СС и начале приёма в него добровольцев. С весны 1943 года, когда стала ощущаться нехватка добровольцев, немецкие власти начали проводить мобилизации. Члены «Омакайтсе», 3-я эстонская добровольческая бригада СС, а также полицейские батальоны участвовали в боях с партизанами, расстрелах мирного населения, грабежах, уничтожении целых деревень в Белоруссии и массовой отправке мирного населения в Германию.
В немецкую армию в 1944 году было мобилизовано примерно 38 тыс. жителей Эстонии. 2 февраля 1944 года Красная Армия форсировала реку Нарву. На территории Эстонии до конца сентября шли тяжёлые бои, в которых участвовали в том числе эстонские подразделения по обе стороны фронта и они не раз сталкивались в братоубийственных боях.
В марте 1944 года эстонскими политиками первой республики был создан Национальный Комитет Эстонской Республики во главе с Юри Улуотсом, который пытался сформировал национальное правительство во главе с Отто Тиифом. 19 августа Юри Улуотс вышел в эфир с призывом приложить все силы для борьбы с наступающими войсками Красной Армии.

### Возврат территории Эстонии под контроль СССР
22 сентября, в 11 часов дня в Таллин вошла подвижная группа 8-го Эстонского стрелкового корпуса; чуть позже — передовые отряды 8-й армии. В девять вечера 22 сентября 1944 года штаб 8-й армии сообщил в военный совет Ленинградского фронта о занятии Таллина. На башне Длинный Герман был водружён красный флаг. 25 сентября 1944 года власть в Таллине перешла в руки правительства Эстонской ССР, вернувшегося из эвакуации.
Бои на Моонзундских островах длились до конца ноября. 24 ноября 1944 года была захвачена южная часть острова Сааремаа и тем самым Эстония снова была под контролем советских войск.
По данным энциклопедии «Кругосвет» за время войны погибло около 80 тысяч и эмигрировало 70 тысяч жителей Эстонии. Британские историки Джон Хайден и Патрик Салмон пишут, что Эстония потеряла 5 % довоенной территории и 6 % довоенного населения.

## Эстония в составе СССР

### Советизация

Флаг Эстонской ССР

После прекращения немецкой оккупации на территории Эстонии были воссозданы органы коммунистической партии и советской власти. В 1944—1950 гг. все органы местного самоуправления были распущены и повсюду заменены административными органами по советскому образцу. Завершилась начатая до войны национализация: частный сектор в промышленности был ликвидирован в 1945 году, в торговле — в 1947. С 1947 началась коллективизация сельского хозяйства, к концу 1950 года в Эстонии было 2213 колхозов. 1950 года началось слияние малых колхозов в крупные социалистические хозяйства. В результате централизации сельхозпроизводства к 1955 году в Эстонии было 908 колхозов и 97 совхозов. Число занятых на производстве возросло с 26 тысяч в 1945 до 81 тысячи в 1950. Экономика Эстонии всё больше интегрировалась в экономику СССР через поставки сырья и комплектующих изделий. Насильственная коллективизация спровоцировала вооружённое сопротивление советской власти, получившее название «лесные братья» (эст. metsavennad), сопротивление действовало до 1953 года.
В 1944—1945 годах часть территории Эстонской ССР (2330 квадратных километров) с преобладающим русским населением была передана РСФСР.
Послевоенная индустриализация резко изменила этнический баланс Эстонии из-за масштабной иммиграции промышленных рабочих из других частей СССР, особенно из РСФСР. Это создало угрозу национальной самобытности эстонского народа. Однако масштабные инвестиции в сочетании с квалифицированной рабочей силой привели к быстрому восстановлению экономики и росту уровня жизни. Основные усилия государства были направлены на восстановление обрабатывающей промышленности и добычу горючих сланцев на северо-востоке республики. В 1948 году в Кохтла-Ярве был построен первый в мире газосланцевый комбинат.

### Послевоенные репрессии

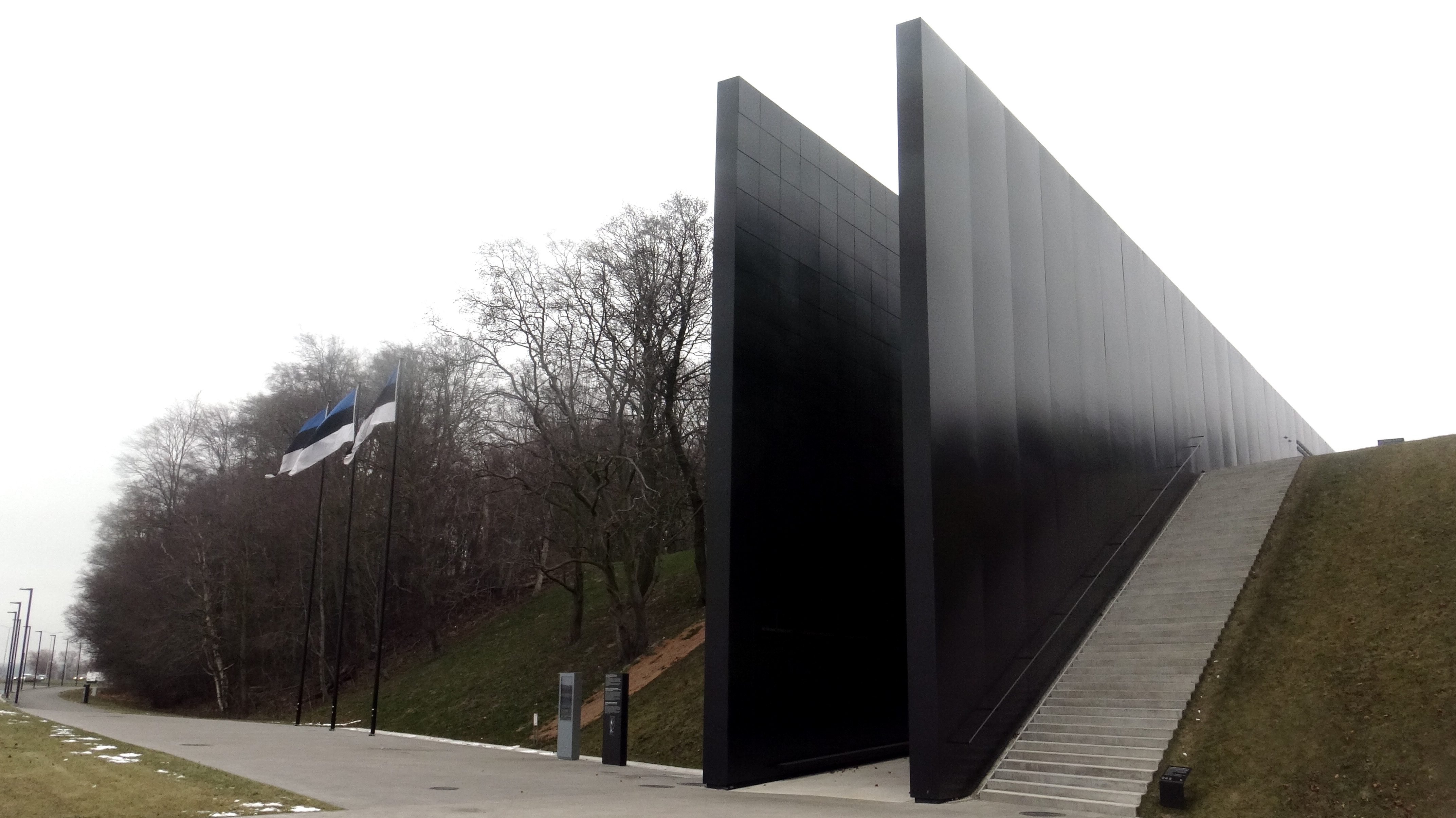
Мемориал жертвам репрессий в Маарьямяэ

В ходе подготовки к мартовскому пленуму Коммунистической партии Эстонии в 1950 году и после него значительная часть руководящих коммунистических кадров, проживавших в Эстонии до 1940 года, были сняты со своих постов, а многие арестованы и репрессированы в ходе кампании по борьбе с «буржуазным национализмом». Бывший министр Августин Хансен был приговорён к смерти и казнён в 1952 году. Кампания затронула также сферу культуры.
В 1944—1953 годах в Эстонии было репрессировано, по оценкам эстонских историков, около 36 тысяч человек, в основном по обвинению в коллаборационизме, а также за участие и поддержку антисоветских партизанских формирований, общее число участников которых вместе с сочувствующими составило от 10 до 30 тысяч человек. Елена Зубкова приводит цифру 67 470 репрессированных в ходе мероприятий по ликвидации национального сопротивления (1944—1952). Джон Хайден и Патрик Салмон называют цифру 124 тысяч депортированных, из которых 80 тысяч было вывезено только в 1949 году, но эти цифры существенно превышают официальные эстонские данные о депортациях (всего немногим более 30 тысяч человек). Депортированных отправляли главным образом в Красноярский край и Новосибирскую область.:129. Депортация эстонских крестьян была важнейшим инструментом советской политики. Она лишала вооружённое сопротивление поддержки сельского населения и изолировала тех, кто возражал против коллективизации.
Всего, по современным оценкам, Эстония потеряла за время Второй мировой войны и периода репрессий около 180—200 тыс. человек, то есть около 17,5—20 % населения, в том числе такие национальные меньшинства как немцы, шведы и евреи.

### Послесталинский период

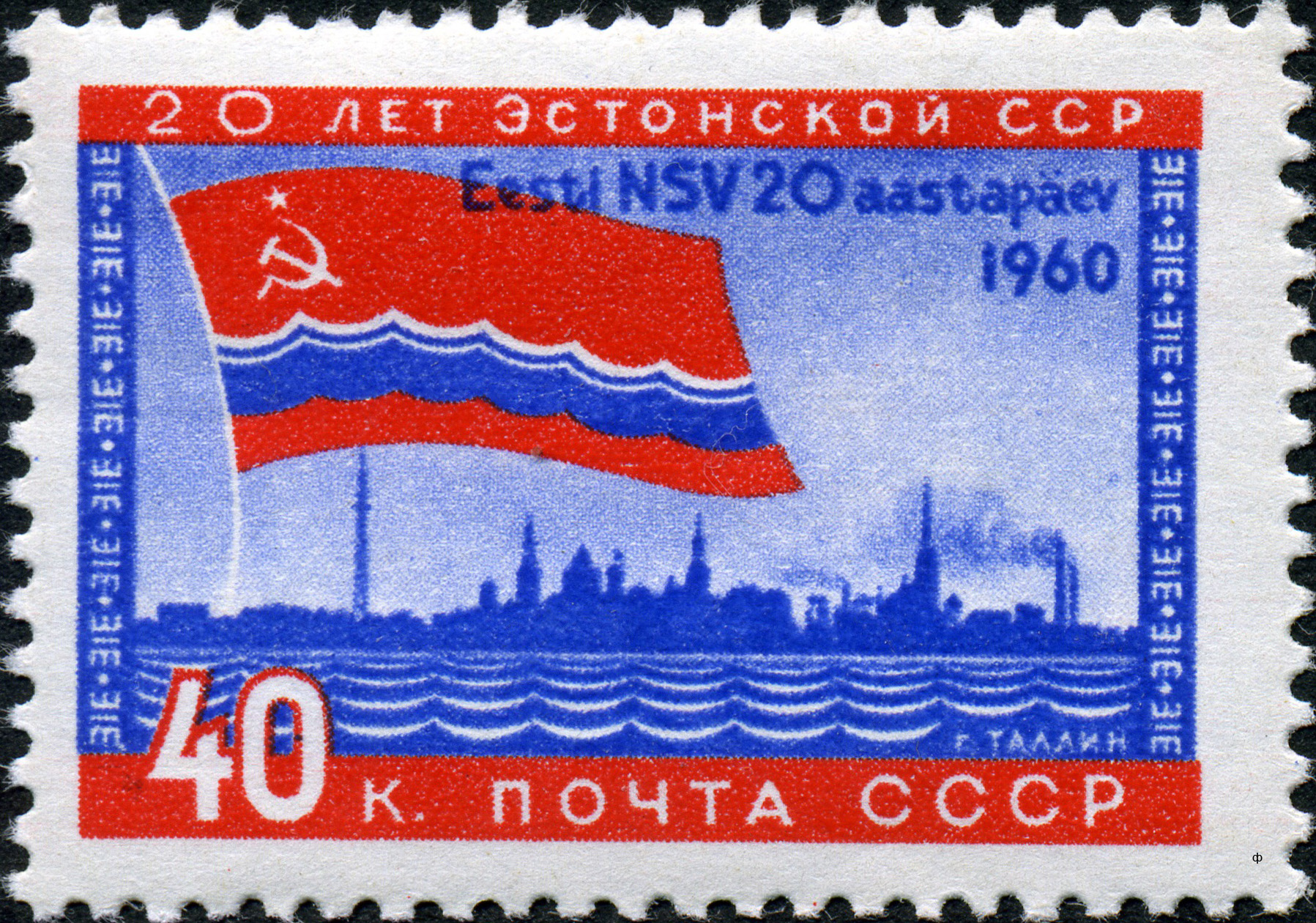
Советская почтовая марка 1960 года

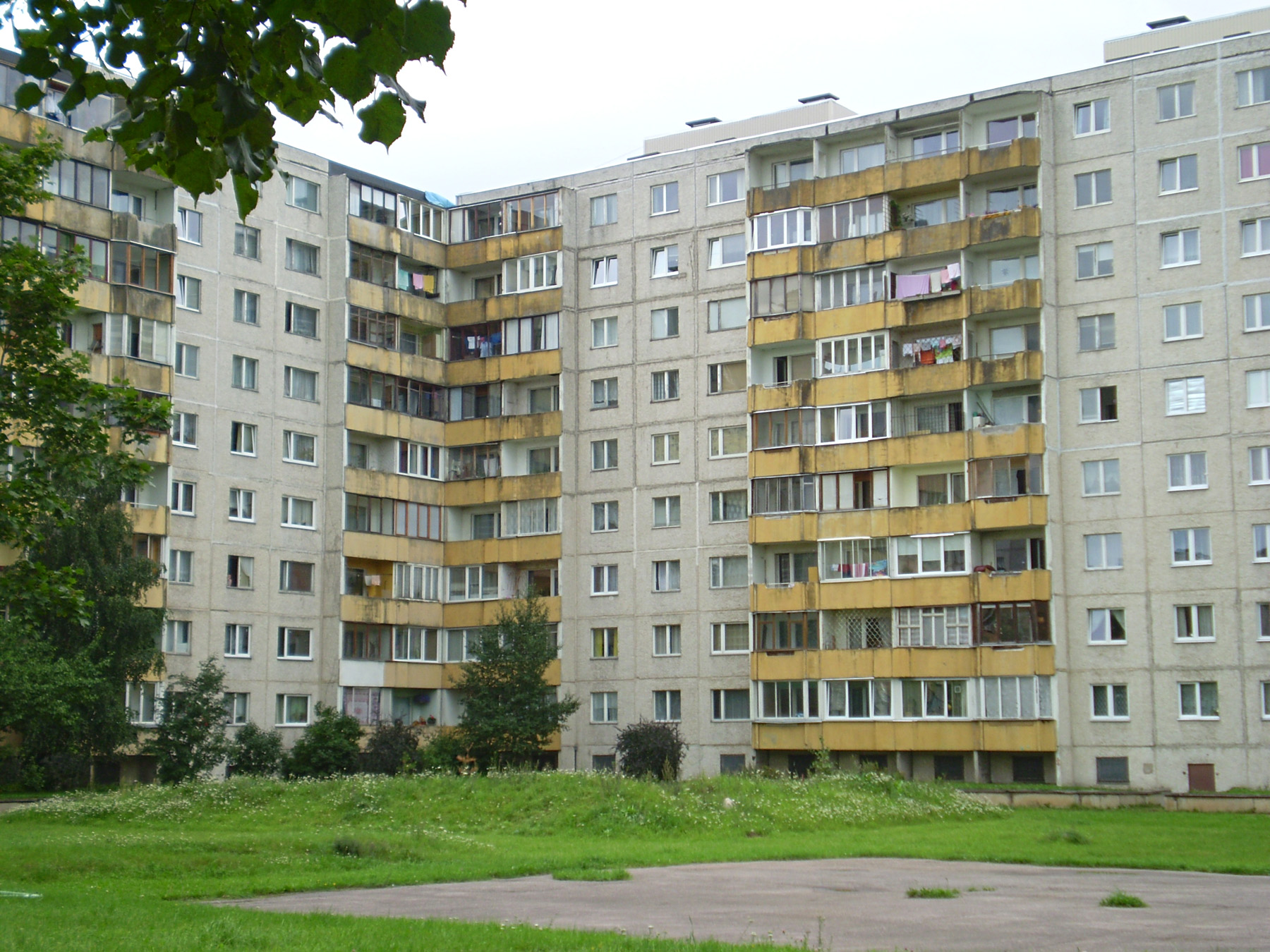
Советская жилая застройка в Таллине, район Ласнамяэ

Эстония как одна из 15 союзных республик обладала формальными признаками государственности, однако все ключевые решения в жизни Эстонии, принимались центральной властью СССР в Москве. В частности, в октябре 1944 года в Москве было создано Бюро ЦК ВКП(б) по Эстонии. Вплоть до своего роспуска в 1947 году, бюро играло решающую роль в управлении республикой. Политическая власть принадлежала Эстонской коммунистической партии, которая была территориальной организацией КПСС. Распорядительную власть осуществлял Совет Министров, а парламент — Верховный Совет ЭССР — был полностью декоративным органом.
В послесталинский период, когда генеральным секретарём коммунистической партии СССР стал Никита Хрущёв, наступила политическая «оттепель». В 1956 году началось возвращение выживших депортированных. Эстонская коммунистическая партия получила некоторую степень независимости от Москвы в управлении республикой. В последующем политика либерализации была пересмотрена. Как ответ на это ужесточение, в Эстонии возникло политическое инакомыслие и движение против советизации. Это движение выдвигало требования независимости и широкого использования эстонского языка в образовании и общественной жизни.
За счёт промышленного роста к 1970 году Эстония была наиболее урбанизированной из прибалтийских республик, 65 % населения жили в городах. Уровень жизни в Эстонской ССР был значительно выше среднего по СССР.
Во второй половине 1970-х активизировалось диссидентское движение. В конце сентября — начале октября 1980 года в Эстонии прошли антисоветские студенческие волнения, подавленные правоохранительными органами. 28 октября того же года было опубликовано «Письмо 40» — манифест против советизации, подписанный 40 известными эстонскими интеллектуалами.
В 1975 году лидеры стран Европы, США и Канады подписали в Хельсинки Заключительный акт СБСЕ (Совещание по безопасности и сотрудничеству в Европе). По мнению МИД России, это означало признание де-факто вхождения Эстонии в состав СССР (нерушимость границ). Однако перед этим Совещанием президент США Джералд Форд подчеркнул, что подписание этого акта не означает признание инкорпорации стран Балтии. Весь период советского правления страны Запада постоянно напоминали о непризнании аннексии Эстонии и других прибалтийских государств. 29 сентября 1960 года Парламентская Ассамблея Совета Европы приняла резолюцию 189 (1960) по случаю 20-летней годовщины «оккупации и насильственного включения в состав СССР трёх европейских государств — Эстонии, Латвии и Литвы». 13 января 1983 года Европейский Парламент принял резолюцию по вопросу прибалтийских государств, в которой осудил факт аннексии как несоответствующий международному праву и обязательствам СССР по двусторонним договорам с прибалтийскими странами, подчеркнув международное непризнание аннексии.

### Восстановление независимости

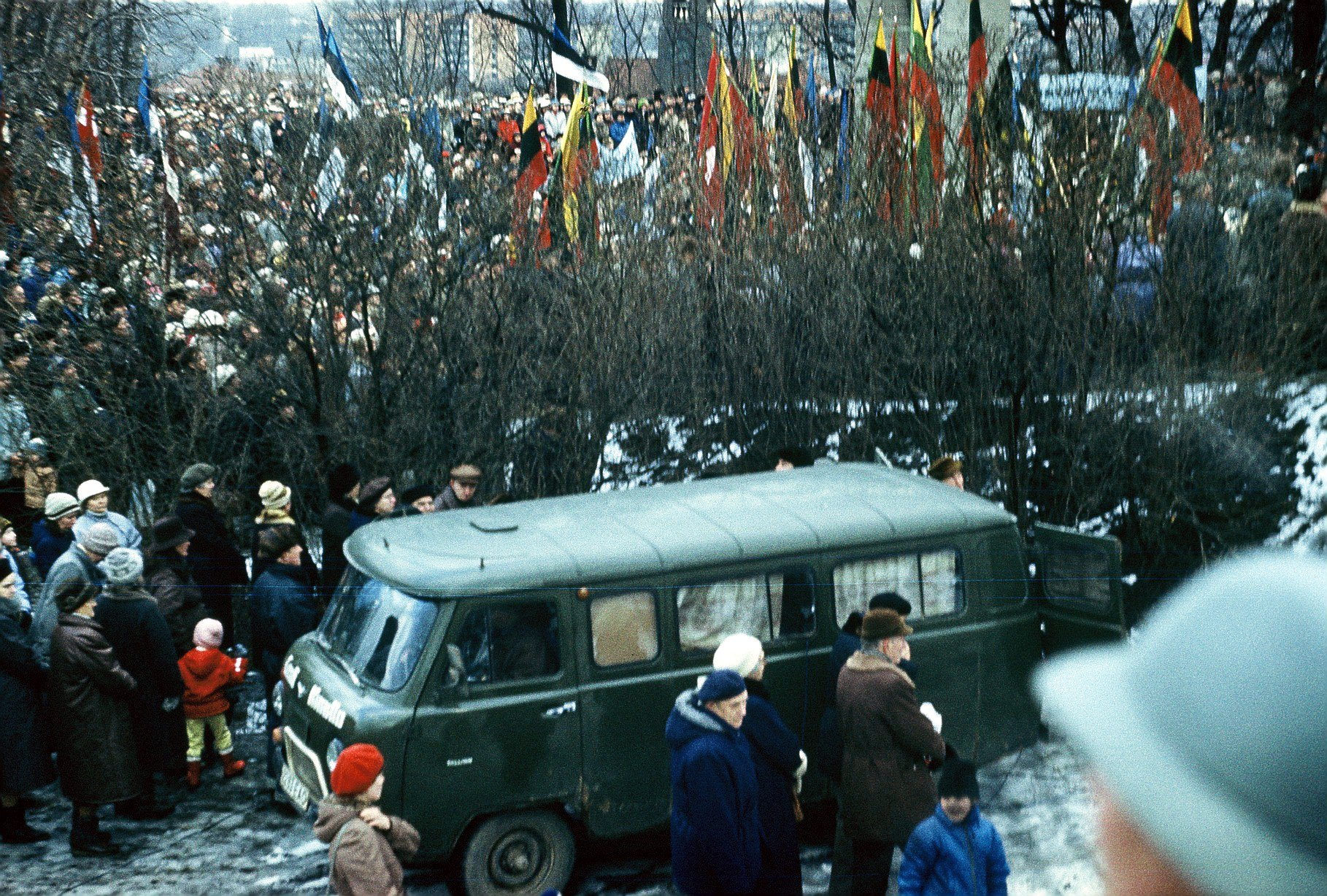
Митинг в Тарту 24 февраля 1989 года

В 1987 году началось национальное пробуждение, вызванное перестройкой советского общества, объявленной новым лидером СССР Михаилом Горбачёвым. Протесты против системы стали открытыми и частыми.
3 апреля 1987 года планы правительства начать разработку фосфоритного месторождения на севере Эстонии привели к кампании протестов в средствах массовой информации и возникновению движения «зелёных». В 1987 году была разработана программа экономического суверенитета, получившая название Экономически независимая Эстония (эст. Isemajandav Eesti, сокращённо IME (ЧУДО)).
В 1988 году началась сильная политическая активизация общества. В апреле был создан Народный фронт Эстонии под руководством Эдгара Сависаара — новое общественно-политическое движение в поддержку перестройки. 10—14 июня на поле Таллинского песенного фестиваля (Певческом поле) во время ежегодного фестиваля десятки тысяч человек пели патриотические песни под сине-чёрно-белыми флагами. Появилось более радикальное национальное движение, нацеленное на достижение независимости. Одним из крупнейших событий стала акция Балтийский путь, в которой приняли участие около 2 млн человек из Литвы, Латвии и Эстонии. 16 ноября 1988 года Верховный Совет Эстонской ССР объявил о суверенитете Эстонии. Одновременно активизировались политические силы, представляющие русскоязычное население и нацеленные на сохранение Эстонии в составе СССР.
Народный фронт стал крупнейшей политической силой Эстонии, победив на выборах делегатов Съезда народных депутатов СССР и в Верховный Совет ЭССР в 1989—1990. К этому времени его программная позиция состояла в достижении независимости на основе провозглашения нового Эстонского государства (т. н. третьей республики). 12 ноября 1989 года Верховный Совет Эстонской ССР аннулировал свою декларацию от 22 июля 1940 года о вхождении ЭССР в СССР. 16 ноября Верховный Совет Эстонской ССР большинством голосов принял декларацию о суверенитете. 25 марта 1990 года Коммунистическая партия Эстонской ССР объявила о выходе из КПСС.
30 марта было принято постановление Верховного Совета «О государственном статусе Эстонии», по которому государственная власть СССР в Эстонии признавалась незаконной с момента установления и провозглашалось начало восстановления Эстонской Республики. Был объявлен переходный период до формирования конституционных органов государственной власти Эстонской Республики. В это же время граждане Эстонской республики и их потомки избрали Конгресс Эстонии, действовавший как параллельный парламент.
3 апреля 1990 года Верховный Совет СССР принял постановление «О введении в действие Закона СССР „О порядке решения вопросов, связанных с выходом союзной республики из СССР“», фактически объявляющий юридически ничтожными декларации Верховных Советов прибалтийских республик об аннулировании вхождения в СССР и вытекающие из этого правовые последствия и решения. Несмотря на это, власти Эстонии продолжили курс на достижение независимости.
8 мая 1990 года Верховный Совет Эстонской ССР принял закон о восстановлении действия Конституции независимой Эстонской Республики 1938 года.

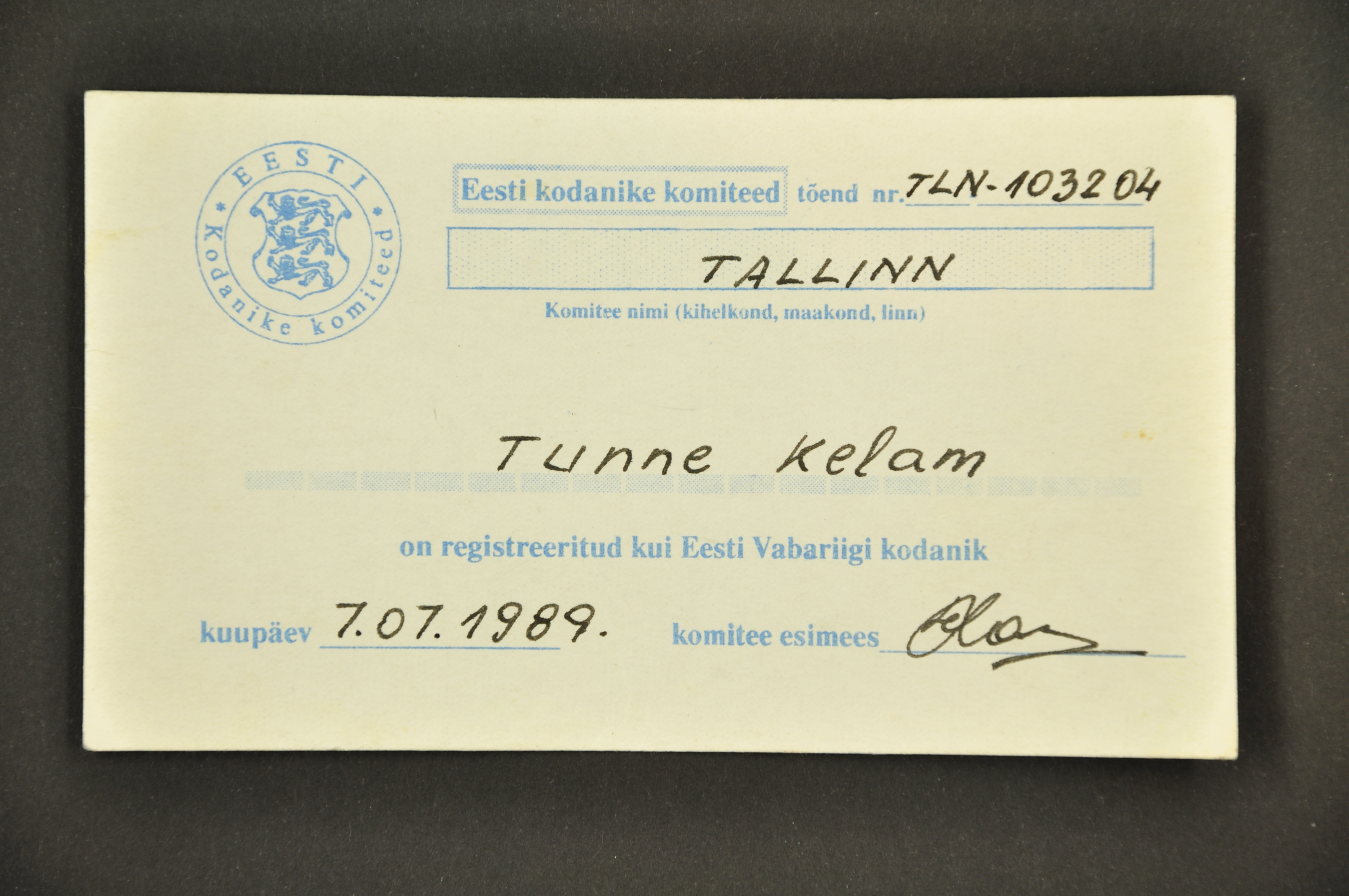
Регистрационная карточка о гражданстве Эстонии с 1989 года

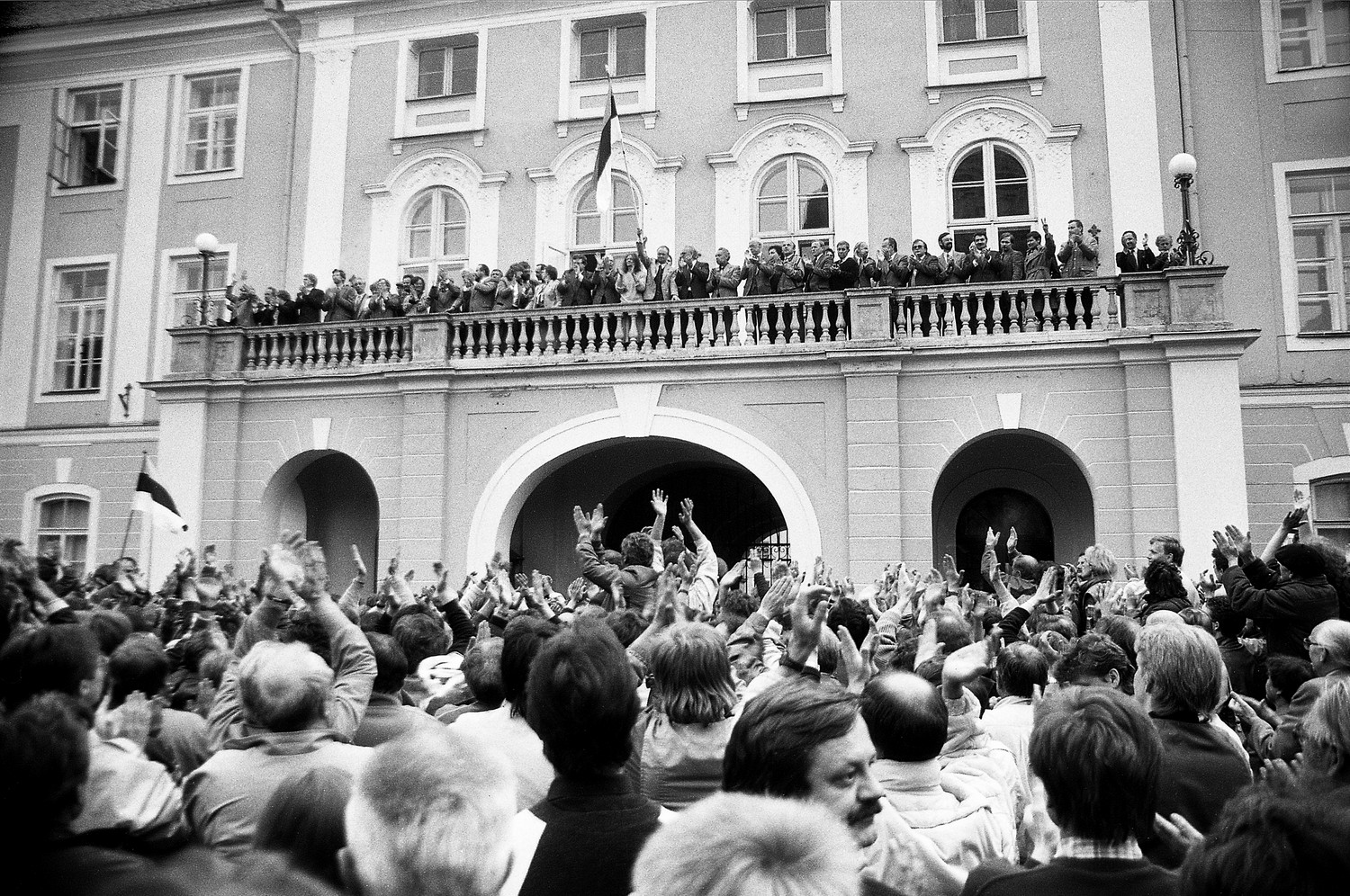
Митинг 15 мая 1990 года в Таллине

12 января 1991 года Председатель Верховного Совета РСФСР Борис Ельцин совершил визит в Таллин, в ходе которого подписал с Председателем Верховного Совета Эстонской Республики Арнольдом Рюйтелем Договор об основах межгосударственных отношений РСФСР с Эстонской Республикой, в котором стороны признали друг друга независимыми государствами.
3 марта состоялся референдум по вопросу независимости Эстонской Республики, в котором приняли участие проживавшие в Эстонии до советской аннексии и их потомки, а также лица, получившие так называемые «зелёные карточки» Конгресса Эстонии. 77,8 % проголосовавших поддержали идею национальной независимости от СССР. Эстония бойкотировала состоявшийся 17 марта Всесоюзный референдум о сохранении Союза ССР, но в северо-восточных районах, населённые преимущественно русскими, местные власти организовали голосование.
20 августа 1991 года, на следующий день после попытки государственного переворота в Москве, Верховный Совет Эстонии принял постановление о подтверждении независимости республики. 23 августа в Таллине была сброшена с постамента статуя Ленина, стоявшая перед зданием Центрального комитета Коммунистической партии Эстонии. 6 сентября Государственный Совет СССР официально признал независимость Эстонии. Согласно официальной позиции Эстонии, 20 августа 1991 года была восстановлена независимость Эстонской Республики, провозглашённой 24 февраля 1918 года. 17 сентября 1991 года Эстония стала полноправным членом ООН. Гражданство и собственность в Эстонской Республике были восстановлены на основе правопреемственности.

## Независимая Эстония
28 июня 1992 года на референдуме была принята 4-я конституция Эстонии, которая декларировала преемственность по отношению к государству, аннексированному в 1940 году Советским Союзом и подтверждала восстановление Эстонской Республики путём реституции и возвращение к государственному строю, действовавшему до 1940 года. Последние части российской армии были выведены из страны 31 августа 1994 года. В Эстонии осталось примерно 10 тысяч вышедших на пенсию бывших советских офицеров и членов их семей. Существенная часть (более 400 тысяч человек, в основном этнические русские) бывших советских граждан, переселившихся в Эстонию после аннексии 1940 года, осталась без гражданства. Дискриминационное законодательство о гражданстве стало причиной критики Эстонии со стороны международных организаций и обострения отношений с Россией. Несмотря на существенное сокращение числа неграждан (62,2 тысячи к 2024 году), эта проблема остаётся актуальной.
Фрагментированная партийная система, которая включала в себя большое количество партий, являлась на рубеже веков источником политической нестабильности. На выборах, состоявшихся в марте 1999, в состав парламента вошли представители 7 партий. В октябре 2001 парламент республики избрал президентом страны бывшего председателя Президиума Верховного совета Эстонской ССР Арнольда Рюйтеля, в сентябре 2006 его сменил Тоомас Хендрик Ильвес.
Правительство Эстонии ориентировалась на Запад и стремилось интегрироваться в европейские структуры. На референдуме 2003 года граждане Эстонии поддержали вступление в Европейский союз, за это проголосовало 67 % участников референдума. В апреле 2004 года Эстония стала членом НАТО, а 1 мая того же года вместе с другими семью государствами Центральной и Восточной Европы, Кипром и Мальтой вступила в Европейский союз.
В этот же период страны Запада подтвердили неизменность своей оценки исторических событий 1940—1991 годов. В мае — июле 2005 года Сенат и Конгресс США приняли резолюции, в которых потребовали признания Россией факта оккупации прибалтийских стран. 22 июня 2005 года Парламентская ассамблея Совета Европы приняла резолюцию по вопросу выполнения Россией условий членства в этой организации. В пункте 14-IV резолюции ПАСЕ требует скорейшей выплаты компенсации жертвам оккупации прибалтийских государств.
Со своей стороны, Россия выдвинула претензии Эстонии в части дискриминации некоренного населения, в первую очередь, этнических русских, а также в попытках ревизии итогов Второй мировой войны. 26−29 апреля 2007 года произошли массовые акции гражданского неповиновения в Таллине и городах уезда Ида-Вирумаа, спровоцированные действиями правительства Эстонии по переносу памятника «Воину-освободителю» («Бронзовый солдат») с переносом на кладбище воинского захоронения. Последовавшие волнения в Таллине сопровождались погромами и грабежами.

Динамика реального ВВП Эстонии (2002—2012)

Эстонская экономика с 1991 по 2010 год кардинально изменилась: были проведены либерализация, стабилизация, приватизация, структурные и институциональные реформы. Из всех бывших советских республик Эстония в 2003 году первой восстановила уровень ВВП 1991 года. В то же время проводимые весь период после обретения независимости экономические реформы имели обратной стороной социальные проблемы, создав большую дифференциацию между политической и экономической элитой и незащищёнными слоями населения, несмотря на ряд позитивных результатов в социальной сфере: повышение заработной платы, улучшение положения безработных, пенсионная реформа. В 2008—2009 годах эстонская экономика существенно пострадала от мирового кризиса, но уже в 2010 начался новый экономический рост. В этом же году Эстония первой среди постсоветских стран стала полноправным членом ОЭСР. C 1 января 2011 года Эстония отказалась от национальной валюты и первой из постсоветских государств перешла на евро.
В 2017 году в Эстонии была проведена масштабная административно-территориальная реформа: из 217 единиц местного самоуправления в стране осталось 79. Уездные управы и, соответственно, должности старейшин уездов были упразднены. Их обязанности переданы государственным учреждениям и местным самоуправлениям.
Во время пандемии COVID-19 с 12 марта по 1 мая 2020 года в Эстонии было введено чрезвычайное положение.
В 2021 году Эстония была единственным государством в Европе, где два высших поста (президент и премьер-министр) одновременно занимали женщины.

В 2023 году Эстония стала первой страной на постсоветском пространстве, где были узаконены однополые браки. 

## Периоды Эстонской истории
|  |

Разными цветами показаны периоды вхождения территорий, принадлежащих современной Эстонии, в состав различных государств и периоды независимости.

## Фильмография
Художественные фильмы
- «Имена на мраморной доске» (англ.) на сайте Internet Movie Database
- «Декабрьская жара» (англ.) на сайте Internet Movie Database

Документальные фильмы
- Краткий обзор истории Эстонии на YouTube
- «Поющая революция» (англ.) на сайте Internet Movie Database
- «Эстония — перекрёсток истории» — НКО «Монумент» (Эстония), 2006